# Đại dịch COVID-19 tại Úc
| COVID-19 tại Úc () Tử vong Hồi phục Đang điều trị 2020202120222023Thg 1Thg 2Thg 3Thg 4Thg 5Thg 6Thg 7Thg 8Thg 9Thg 10Thg 11Thg 12Thg 1Thg 2Thg 3Thg 4Thg 5Thg 6Thg 7Thg 8Thg 9Thg 10Thg 11Thg 12Thg 1Thg 2Thg 3Thg 4Thg 5Thg 6Thg 7Thg 8Thg 9Thg 10Thg 11Thg 12Thg 1Thg 2Thg 3Thg 415 ngày gần nhất15 ngày gần nhất | COVID-19 tại Úc () Tử vong Hồi phục Đang điều trị 2020202120222023Thg 1Thg 2Thg 3Thg 4Thg 5Thg 6Thg 7Thg 8Thg 9Thg 10Thg 11Thg 12Thg 1Thg 2Thg 3Thg 4Thg 5Thg 6Thg 7Thg 8Thg 9Thg 10Thg 11Thg 12Thg 1Thg 2Thg 3Thg 4Thg 5Thg 6Thg 7Thg 8Thg 9Thg 10Thg 11Thg 12Thg 1Thg 2Thg 3Thg 415 ngày gần nhất15 ngày gần nhất | COVID-19 tại Úc () Tử vong Hồi phục Đang điều trị 2020202120222023Thg 1Thg 2Thg 3Thg 4Thg 5Thg 6Thg 7Thg 8Thg 9Thg 10Thg 11Thg 12Thg 1Thg 2Thg 3Thg 4Thg 5Thg 6Thg 7Thg 8Thg 9Thg 10Thg 11Thg 12Thg 1Thg 2Thg 3Thg 4Thg 5Thg 6Thg 7Thg 8Thg 9Thg 10Thg 11Thg 12Thg 1Thg 2Thg 3Thg 415 ngày gần nhất15 ngày gần nhất | COVID-19 tại Úc () Tử vong Hồi phục Đang điều trị 2020202120222023Thg 1Thg 2Thg 3Thg 4Thg 5Thg 6Thg 7Thg 8Thg 9Thg 10Thg 11Thg 12Thg 1Thg 2Thg 3Thg 4Thg 5Thg 6Thg 7Thg 8Thg 9Thg 10Thg 11Thg 12Thg 1Thg 2Thg 3Thg 4Thg 5Thg 6Thg 7Thg 8Thg 9Thg 10Thg 11Thg 12Thg 1Thg 2Thg 3Thg 415 ngày gần nhất15 ngày gần nhất | COVID-19 tại Úc () Tử vong Hồi phục Đang điều trị 2020202120222023Thg 1Thg 2Thg 3Thg 4Thg 5Thg 6Thg 7Thg 8Thg 9Thg 10Thg 11Thg 12Thg 1Thg 2Thg 3Thg 4Thg 5Thg 6Thg 7Thg 8Thg 9Thg 10Thg 11Thg 12Thg 1Thg 2Thg 3Thg 4Thg 5Thg 6Thg 7Thg 8Thg 9Thg 10Thg 11Thg 12Thg 1Thg 2Thg 3Thg 415 ngày gần nhất15 ngày gần nhất |
| --- | --- | --- | --- | --- |
| Ngày | Ngày | | Ca nhiễm | Tử vong |
| 2020-01-25 | 2020-01-25 | | 4(n.a.) | |
| 2020-01-26 | 2020-01-26 | | 4(=) | |
| 2020-01-27 | 2020-01-27 | | 5(+25%) | |
| 2020-01-28 | 2020-01-28 | | 5(=) | |
| 2020-01-29 | 2020-01-29 | | 7(+40%) | |
| 2020-01-30 | 2020-01-30 | | 9(+29%) | |
| 2020-01-31 | 2020-01-31 | | 9(=) | |
| 2020-02-01 | 2020-02-01 | | 10(+11%) | |
| 2020-02-02 | 2020-02-02 | | 12(+20%) | |
| 2020-02-03 | 2020-02-03 | | 12(=) | |
| 2020-02-04 | 2020-02-04 | | 13(+8,3%) | |
| 2020-02-05 | 2020-02-05 | | 14(+7,7%) | |
| 2020-02-06 | 2020-02-06 | | 15(+7,1%) | |
| ⋮ | ⋮ | | 15(=) | |
| 2020-02-20 | 2020-02-20 | | 17(+13%) | |
| 2020-02-21 | 2020-02-21 | | 21(+24%) | |
| ⋮ | ⋮ | | 21(=) | |
| 2020-02-25 | 2020-02-25 | | 22(+4,8%) | |
| ⋮ | ⋮ | | 22(=) | |
| 2020-02-28 | | | | |
| 2020-02-29 | | | | |
| 2020-03-01 | 2020-03-01 | | 29(n.a.) | 1(n.a.) |
| 2020-03-02 | 2020-03-02 | | 33(+14%) | 1(=) |
| 2020-03-03 | 2020-03-03 | | 40(+21%) | 1(=) |
| 2020-03-04 | 2020-03-04 | | 51(+28%) | 2(+100%) |
| 2020-03-05 | 2020-03-05 | | 59(+16%) | 2(=) |
| 2020-03-06 | 2020-03-06 | | 63(+6,8%) | 2(=) |
| 2020-03-07 | 2020-03-07 | | 73(+16%) | 2(=) |
| 2020-03-08 | 2020-03-08 | | 78(+6,8%) | 3(+50%) |
| 2020-03-09 | 2020-03-09 | | 91(+17%) | 3(=) |
| 2020-03-10 | 2020-03-10 | | 112(+23%) | 3(=) |
| 2020-03-11 | 2020-03-11 | | 128(+14%) | 3(=) |
| 2020-03-12 | 2020-03-12 | | 156(+22%) | 3(=) |
| 2020-03-13 | 2020-03-13 | | 198(+27%) | 3(=) |
| 2020-03-14 | 2020-03-14 | | 248(+25%) | 3(=) |
| 2020-03-15 | 2020-03-15 | | 298(+20%) | 5(+67%) |
| 2020-03-16 | 2020-03-16 | | 376(+26%) | 5(=) |
| 2020-03-17 | 2020-03-17 | | 453(+20%) | 5(=) |
| 2020-03-18 | 2020-03-18 | | 566(+25%) | 6(+20%) |
| 2020-03-19 | 2020-03-19 | | 708(+25%) | 6(=) |
| 2020-03-20 | 2020-03-20 | | 875(+24%) | 7(+17%) |
| 2020-03-21 | 2020-03-21 | | 1.071(+22%) | 7(=) |
| 2020-03-22 | 2020-03-22 | | 1.352(+26%) | 7(=) |
| 2020-03-23 | 2020-03-23 | | 1.716(+27%) | 7(=) |
| 2020-03-24 | 2020-03-24 | | 2.146(+25%) | 8(+14%) |
| 2020-03-25 | 2020-03-25 | | 2.431(+13%) | 9(+12%) |
| 2020-03-26 | 2020-03-26 | | 2.805(+15%) | 13(+44%) |
| 2020-03-27 | 2020-03-27 | | 3.179(+13%) | 13(=) |
| 2020-03-28 | 2020-03-28 | | 3.637(+14%) | 14(+7,7%) |
| 2020-03-29 | 2020-03-29 | | 3.985(+9,6%) | 16(+14%) |
| 2020-03-30 | 2020-03-30 | | 4.250(+6,6%) | 18(+12%) |
| 2020-03-31 | 2020-03-31 | | 4.560(+7,3%) | 19(+5,6%) |
| 2020-04-01 | 2020-04-01 | | 4.864(+6,7%) | 21(+11%) |
| 2020-04-02 | 2020-04-02 | | 5.136(+5,6%) | 24(+14%) |
| 2020-04-03 | 2020-04-03 | | 5.358(+4,3%) | 28(+17%) |
| 2020-04-04 | 2020-04-04 | | 5.552(+3,6%) | 30(+7,1%) |
| 2020-04-05 | 2020-04-05 | | 5.687(+2,4%) | 34(+13%) |
| 2020-04-06 | 2020-04-06 | | 5.795(+1,9%) | 39(+15%) |
| 2020-04-07 | 2020-04-07 | | 5.908(+1,9%) | 45(+15%) |
| 2020-04-08 | 2020-04-08 | | 6.013(+1,8%) | 50(+11%) |
| 2020-04-09 | 2020-04-09 | | 6.103(+1,5%) | 51(+2%) |
| 2020-04-10 | 2020-04-10 | | 6.203(+1,6%) | 53(+3,9%) |
| 2020-04-11 | 2020-04-11 | | 6.292(+1,4%) | 56(+5,7%) |
| 2020-04-12 | 2020-04-12 | | 6.313(+0,33%) | 59(+5,4%) |
| 2020-04-13 | 2020-04-13 | | 6.359(+0,73%) | 61(+3,4%) |
| 2020-04-14 | 2020-04-14 | | 6.400(+0,64%) | 61(=) |
| 2020-04-15 | 2020-04-15 | | 6.447(+0,73%) | 63(+3,3%) |
| 2020-04-16 | 2020-04-16 | | 6.468(+0,33%) | 63(=) |
| 2020-04-17 | 2020-04-17 | | 6.523(+0,85%) | 65(+3,2%) |
| 2020-04-18 | 2020-04-18 | | 6.565(+0,64%) | 68(+4,6%) |
| 2020-04-19 | 2020-04-19 | | 6.606(+0,62%) | 70(+2,9%) |
| 2020-04-20 | 2020-04-20 | | 6.619(+0,2%) | 71(+1,4%) |
| 2020-04-21 | 2020-04-21 | | 6.645(+0,39%) | 71(=) |
| 2020-04-22 | 2020-04-22 | | 6.649(+0,06%) | 74(+4,2%) |
| 2020-04-23 | 2020-04-23 | | 6.661(+0,18%) | 75(+1,4%) |
| 2020-04-24 | 2020-04-24 | | 6.675(+0,21%) | 78(+4%) |
| 2020-04-25 | 2020-04-25 | | 6.695(+0,3%) | 80(+2,6%) |
| 2020-04-26 | 2020-04-26 | | 6.711(+0,24%) | 83(+3,8%) |
| 2020-04-27 | 2020-04-27 | | 6.720(+0,13%) | 83(=) |
| 2020-04-28 | 2020-04-28 | | 6.731(+0,16%) | 84(+1,2%) |
| 2020-04-29 | 2020-04-29 | | 6.746(+0,22%) | 89(+6%) |
| 2020-04-30 | 2020-04-30 | | 6.753(+0,1%) | 91(+2,2%) |
| 2020-05-01 | 2020-05-01 | | 6.767(+0,21%) | 93(+2,2%) |
| 2020-05-02 | 2020-05-02 | | 6.783(+0,24%) | 93(=) |
| 2020-05-03 | 2020-05-03 | | 6.801(+0,27%) | 95(+2,2%) |
| 2020-05-04 | 2020-05-04 | | 6.825(+0,35%) | 95(=) |
| 2020-05-05 | 2020-05-05 | | 6.849(+0,35%) | 96(+1,1%) |
| 2020-05-06 | 2020-05-06 | | 6.875(+0,38%) | 97(+1%) |
| 2020-05-07 | 2020-05-07 | | 6.896(+0,31%) | 97(=) |
| 2020-05-08 | 2020-05-08 | | 6.914(+0,26%) | 97(=) |
| 2020-05-09 | 2020-05-09 | | 6.929(+0,22%) | 97(=) |
| 2020-05-10 | 2020-05-10 | | 6.941(+0,17%) | 97(=) |
| 2020-05-11 | 2020-05-11 | | 6.948(+0,1%) | 97(=) |
| 2020-05-12 | 2020-05-12 | | 6.964(+0,23%) | 97(=) |
| 2020-05-13 | 2020-05-13 | | 6.975(+0,16%) | 98(+1%) |
| 2020-05-14 | 2020-05-14 | | 6.989(+0,2%) | 98(=) |
| 2020-05-15 | 2020-05-15 | | 7.019(+0,43%) | 98(=) |
| 2020-05-16 | 2020-05-16 | | 7.036(+0,24%) | 98(=) |
| 2020-05-17 | 2020-05-17 | | 7.045(+0,13%) | 98(=) |
| 2020-05-18 | 2020-05-18 | | 7.060(+0,21%) | 99(+1%) |
| 2020-05-19 | 2020-05-19 | | 7.068(+0,11%) | 99(=) |
| 2020-05-20 | 2020-05-20 | | 7.079(+0,16%) | 100(+1%) |
| 2020-05-21 | 2020-05-21 | | 7.081(+0,03%) | 100(=) |
| 2020-05-22 | 2020-05-22 | | 7.095(+0,2%) | 101(+1%) |
| 2020-05-23 | 2020-05-23 | | 7.106(+0,16%) | 102(+0,99%) |
| 2020-05-24 | 2020-05-24 | | 7.109(+0,04%) | 102(=) |
| 2020-05-25 | 2020-05-25 | | 7.118(+0,13%) | 102(=) |
| 2020-05-26 | 2020-05-26 | | 7.133(+0,21%) | 102(=) |
| 2020-05-27 | 2020-05-27 | | 7.139(+0,08%) | 103(+0,98%) |
| 2020-05-28 | 2020-05-28 | | 7.150(+0,15%) | 103(=) |
| 2020-05-29 | 2020-05-29 | | 7.173(+0,32%) | 103(=) |
| 2020-05-30 | 2020-05-30 | | 7.185(+0,17%) | 103(=) |
| 2020-05-31 | 2020-05-31 | | 7.195(+0,14%) | 103(=) |
| 2020-06-01 | 2020-06-01 | | 7.204(+0,13%) | 103(=) |
| 2020-06-02 | 2020-06-02 | | 7.221(+0,24%) | 102(−0,97%) |
| 2020-06-03 | 2020-06-03 | | 7.229(+0,11%) | 102(=) |
| 2020-06-04 | 2020-06-04 | | 7.240(+0,15%) | 102(=) |
| 2020-06-05 | 2020-06-05 | | 7.251(+0,15%) | 102(=) |
| 2020-06-06 | 2020-06-06 | | 7.255(+0,06%) | 102(=) |
| 2020-06-07 | 2020-06-07 | | 7.260(+0,07%) | 102(=) |
| 2020-06-08 | 2020-06-08 | | 7.265(+0,07%) | 102(=) |
| 2020-06-09 | 2020-06-09 | | 7.267(+0,03%) | 102(=) |
| 2020-06-10 | 2020-06-10 | | 7.276(+0,12%) | 102(=) |
| 2020-06-11 | 2020-06-11 | | 7.285(+0,12%) | 102(=) |
| 2020-06-12 | 2020-06-12 | | 7.290(+0,07%) | 102(=) |
| 2020-06-13 | 2020-06-13 | | 7.302(+0,16%) | 102(=) |
| 2020-06-14 | 2020-06-14 | | 7.320(+0,25%) | 102(=) |
| 2020-06-15 | 2020-06-15 | | 7.335(+0,2%) | 102(=) |
| 2020-06-16 | 2020-06-16 | | 7.347(+0,16%) | 102(=) |
| 2020-06-17 | 2020-06-17 | | 7.370(+0,31%) | 102(=) |
| 2020-06-18 | 2020-06-18 | | 7.391(+0,28%) | 102(=) |
| 2020-06-19 | 2020-06-19 | | 7.409(+0,24%) | 102(=) |
| 2020-06-20 | 2020-06-20 | | 7.436(+0,36%) | 102(=) |
| 2020-06-21 | 2020-06-21 | | 7.461(+0,34%) | 102(=) |
| 2020-06-22 | 2020-06-22 | | 7.474(+0,17%) | 102(=) |
| 2020-06-23 | 2020-06-23 | | 7.492(+0,24%) | 102(=) |
| 2020-06-24 | 2020-06-24 | | 7.521(+0,39%) | 103(+0,98%) |
| 2020-06-25 | 2020-06-25 | | 7.558(+0,49%) | 104(+0,97%) |
| 2020-06-26 | 2020-06-26 | | 7.595(+0,49%) | 104(=) |
| 2020-06-27 | 2020-06-27 | | 7.641(+0,61%) | 104(=) |
| 2020-06-28 | 2020-06-28 | | 7.686(+0,59%) | 104(=) |
| 2020-06-29 | 2020-06-29 | | 7.767(+1,1%) | 104(=) |
| 2020-06-30 | 2020-06-30 | | 7.834(+0,86%) | 104(=) |
| 2020-07-01 | 2020-07-01 | | 7.920(+1,1%) | 104(=) |
| 2020-07-02 | 2020-07-02 | | 8.001(+1%) | 104(=) |
| 2020-07-03 | 2020-07-03 | | 8.255(+3,2%) | 104(=) |
| 2020-07-04 | 2020-07-04 | | 8.362(+1,3%) | 104(=) |
| 2020-07-05 | 2020-07-05 | | 8.449(+1%) | 104(=) |
| 2020-07-06 | 2020-07-06 | | 8.586(+1,6%) | 106(+1,9%) |
| 2020-07-07 | 2020-07-07 | | 8.755(+2%) | 106(=) |
| 2020-07-08 | 2020-07-08 | | 8.886(+1,5%) | 106(=) |
| 2020-07-09 | 2020-07-09 | | 9.059(+1,9%) | 106(=) |
| 2020-07-10 | 2020-07-10 | | 9.359(+3,3%) | 106(=) |
| 2020-07-11 | 2020-07-11 | | 9.553(+2,1%) | 107(+0,94%) |
| 2020-07-12 | 2020-07-12 | | 9.797(+2,6%) | 108(+0,93%) |
| 2020-07-13 | 2020-07-13 | | 9.980(+1,9%) | 108(=) |
| 2020-07-14 | 2020-07-14 | | 10.251(+2,7%) | 108(=) |
| 2020-07-15 | 2020-07-15 | | 10.495(+2,4%) | 111(+2,8%) |
| 2020-07-16 | 2020-07-16 | | 10.810(+3%) | 113(+1,8%) |
| 2020-07-17 | 2020-07-17 | | 11.235(+3,9%) | 116(+2,7%) |
| 2020-07-18 | 2020-07-18 | | 11.441(+1,8%) | 118(+1,7%) |
| 2020-07-19 | 2020-07-19 | | 11.802(+3,2%) | 122(+3,4%) |
| 2020-07-20 | 2020-07-20 | | 12.069(+2,3%) | 123(+0,82%) |
| 2020-07-21 | 2020-07-21 | | 12.428(+3%) | 126(+2,4%) |
| 2020-07-22 | 2020-07-22 | | 12.896(+3,8%) | 128(+1,6%) |
| 2020-07-23 | 2020-07-23 | | 13.306(+3,2%) | 133(+3,9%) |
| 2020-07-24 | 2020-07-24 | | 13.595(+2,2%) | 139(+4,5%) |
| 2020-07-25 | 2020-07-25 | | 13.950(+2,6%) | 145(+4,3%) |
| 2020-07-26 | 2020-07-26 | | 14.403(+3,2%) | 155(+6,9%) |
| 2020-07-27 | 2020-07-27 | | 14.935(+3,7%) | 161(+3,9%) |
| 2020-07-28 | 2020-07-28 | | 15.304(+2,5%) | 167(+3,7%) |
| 2020-07-29 | 2020-07-29 | | 15.582(+1,8%) | 176(+5,4%) |
| 2020-07-30 | 2020-07-30 | | 16.303(+4,6%) | 189(+7,4%) |
| 2020-07-31 | 2020-07-31 | | 16.905(+3,7%) | 196(+3,7%) |
| 2020-08-01 | 2020-08-01 | | 17.282(+2,2%) | 200(+2%) |
| 2020-08-02 | 2020-08-02 | | 17.923(+3,7%) | 208(+4%) |
| 2020-08-03 | 2020-08-03 | | 18.318(+2,2%) | 221(+6,2%) |
| 2020-08-04 | 2020-08-04 | | 18.729(+2,2%) | 232(+5%) |
| 2020-08-05 | 2020-08-05 | | 19.444(+3,8%) | 247(+6,5%) |
| 2020-08-06 | 2020-08-06 | | 19.862(+2,1%) | 255(+3,2%) |
| 2020-08-07 | 2020-08-07 | | 20.272(+2,1%) | 266(+4,3%) |
| 2020-08-08 | 2020-08-08 | | 20.698(+2,1%) | 278(+4,5%) |
| 2020-08-09 | 2020-08-09 | | 21.084(+1,9%) | 295(+6,1%) |
| 2020-08-10 | 2020-08-10 | | 21.397(+1,5%) | 313(+6,1%) |
| 2020-08-11 | 2020-08-11 | | 21.713(+1,5%) | 331(+5,8%) |
| 2020-08-12 | 2020-08-12 | | 22.127(+1,9%) | 352(+6,3%) |
| 2020-08-13 | 2020-08-13 | | 22.358(+1%) | 361(+2,6%) |
| 2020-08-14 | 2020-08-14 | | 22.743(+1,7%) | 375(+3,9%) |
| 2020-08-15 | 2020-08-15 | | 23.035(+1,3%) | 379(+1,1%) |
| 2020-08-16 | 2020-08-16 | | 23.288(+1,1%) | 396(+4,5%) |
| 2020-08-17 | 2020-08-17 | | 23.559(+1,2%) | 421(+6,3%) |
| 2020-08-18 | 2020-08-18 | | 23.773(+0,91%) | 438(+4%) |
| 2020-08-19 | 2020-08-19 | | 23.993(+0,93%) | 450(+2,7%) |
| 2020-08-20 | 2020-08-20 | | 24.236(+1%) | 463(+2,9%) |
| 2020-08-21 | 2020-08-21 | | 24.407(+0,71%) | 472(+1,9%) |
| 2020-08-22 | 2020-08-22 | | 24.602(+0,8%) | 485(+2,8%) |
| 2020-08-23 | 2020-08-23 | | 24.812(+0,85%) | 502(+3,5%) |
| 2020-08-24 | 2020-08-24 | | 24.916(+0,42%) | 517(+3%) |
| 2020-08-25 | 2020-08-25 | | 25.053(+0,55%) | 525(+1,5%) |
| 2020-08-26 | 2020-08-26 | | 25.205(+0,61%) | 549(+4,6%) |
| 2020-08-27 | 2020-08-27 | | 25.322(+0,46%) | 572(+4,2%) |
| 2020-08-28 | 2020-08-28 | | 25.448(+0,5%) | 583(+1,9%) |
| 2020-08-29 | 2020-08-29 | | 25.547(+0,39%) | 600(+2,9%) |
| 2020-08-30 | 2020-08-30 | | 25.670(+0,48%) | 611(+1,8%) |
| 2020-08-31 | 2020-08-31 | | 25.746(+0,3%) | 652(+6,7%) |
| 2020-09-01 | 2020-09-01 | | 25.819(+0,28%) | 657(+0,77%) |
| 2020-09-02 | 2020-09-02 | | 25.923(+0,4%) | 663(+0,91%) |
| 2020-09-03 | 2020-09-03 | | 26.049(+0,49%) | 678(+2,3%) |
| 2020-09-04 | 2020-09-04 | | 26.136(+0,33%) | 737(+8,7%) |
| 2020-09-05 | 2020-09-05 | | 26.207(+0,27%) | 748(+1,5%) |
| 2020-09-06 | 2020-09-06 | | 26.279(+0,27%) | 753(+0,67%) |
| 2020-09-07 | 2020-09-07 | | 26.322(+0,16%) | 762(+1,2%) |
| 2020-09-08 | 2020-09-08 | | 26.374(+0,2%) | 770(+1%) |
| 2020-09-09 | 2020-09-09 | | 26.465(+0,35%) | 781(+1,4%) |
| 2020-09-10 | 2020-09-10 | | 26.513(+0,18%) | 788(+0,9%) |
| 2020-09-11 | 2020-09-11 | | 26.565(+0,2%) | 797(+1,1%) |
| 2020-09-12 | 2020-09-12 | | 26.607(+0,16%) | 803(+0,75%) |
| 2020-09-13 | 2020-09-13 | | 26.651(+0,17%) | 810(+0,87%) |
| 2020-09-14 | 2020-09-14 | | 26.692(+0,15%) | 816(+0,74%) |
| 2020-09-15 | 2020-09-15 | | 26.738(+0,17%) | 816(=) |
| 2020-09-16 | 2020-09-16 | | 26.779(+0,15%) | 824(+0,98%) |
| 2020-09-17 | 2020-09-17 | | 26.813(+0,13%) | 832(+0,97%) |
| 2020-09-18 | 2020-09-18 | | 26.861(+0,18%) | 837(+0,6%) |
| 2020-09-19 | 2020-09-19 | | 26.885(+0,09%) | 844(+0,84%) |
| 2020-09-20 | 2020-09-20 | | 26.898(+0,05%) | 849(+0,59%) |
| 2020-09-21 | 2020-09-21 | | 26.912(+0,05%) | 851(+0,24%) |
| 2020-09-22 | 2020-09-22 | | 26.942(+0,11%) | 854(+0,35%) |
| 2020-09-23 | 2020-09-23 | | 26.973(+0,12%) | 859(+0,59%) |
| 2020-09-24 | 2020-09-24 | | 26.983(+0,04%) | 861(+0,23%) |
| 2020-09-25 | 2020-09-25 | | 27.000(+0,06%) | 869(+0,93%) |
| 2020-09-26 | 2020-09-26 | | 27.016(+0,06%) | 870(+0,12%) |
| 2020-09-27 | 2020-09-27 | | 27.040(+0,09%) | 872(+0,23%) |
| 2020-09-28 | 2020-09-28 | | 27.044(+0,01%) | 875(+0,34%) |
| 2020-09-29 | 2020-09-29 | | 27.063(+0,07%) | 882(+0,8%) |
| 2020-09-30 | 2020-09-30 | | 27.078(+0,06%) | 886(+0,45%) |
| 2020-10-01 | 2020-10-01 | | 27.096(+0,07%) | 888(+0,23%) |
| 2020-10-02 | 2020-10-02 | | 27.113(+0,06%) | 890(+0,23%) |
| 2020-10-03 | 2020-10-03 | | 27.121(+0,03%) | 893(+0,34%) |
| 2020-10-04 | 2020-10-04 | | 27.136(+0,06%) | 894(+0,11%) |
| 2020-10-05 | 2020-10-05 | | 27.149(+0,05%) | 894(=) |
| 2020-10-06 | 2020-10-06 | | 27.174(+0,09%) | 895(+0,11%) |
| 2020-10-07 | 2020-10-07 | | 27.182(+0,03%) | 897(+0,22%) |
| 2020-10-08 | 2020-10-08 | | 27.206(+0,09%) | 897(=) |
| 2020-10-09 | 2020-10-09 | | 27.229(+0,08%) | 897(=) |
| 2020-10-10 | 2020-10-10 | | 27.244(+0,06%) | 897(=) |
| 2020-10-11 | 2020-10-11 | | 27.264(+0,07%) | 898(+0,11%) |
| 2020-10-12 | 2020-10-12 | | 27.286(+0,08%) | 898(=) |
| 2020-10-13 | 2020-10-13 | | 27.317(+0,11%) | 899(+0,11%) |
| 2020-10-14 | 2020-10-14 | | 27.341(+0,09%) | 904(+0,56%) |
| 2020-10-15 | 2020-10-15 | | 27.362(+0,08%) | 904(=) |
| 2020-10-16 | 2020-10-16 | | 27.371(+0,03%) | 904(=) |
| 2020-10-17 | 2020-10-17 | | 27.383(+0,04%) | 904(=) |
| 2020-10-18 | 2020-10-18 | | 27.390(+0,03%) | 904(=) |
| 2020-10-19 | 2020-10-19 | | 27.399(+0,03%) | 905(+0,11%) |
| 2020-10-20 | 2020-10-20 | | 27.430(+0,11%) | 905(=) |
| 2020-10-21 | 2020-10-21 | | 27.444(+0,05%) | 905(=) |
| 2020-10-22 | 2020-10-22 | | 27.466(+0,08%) | 905(=) |
| 2020-10-23 | 2020-10-23 | | 27.484(+0,07%) | 905(=) |
| 2020-10-24 | 2020-10-24 | | 27.499(+0,05%) | 905(=) |
| 2020-10-25 | 2020-10-25 | | 27.520(+0,08%) | 905(=) |
| 2020-10-26 | 2020-10-26 | | 27.527(+0,03%) | 905(=) |
| 2020-10-27 | 2020-10-27 | | 27.541(+0,05%) | 905(=) |
| 2020-10-28 | 2020-10-28 | | 27.554(+0,05%) | 907(+0,22%) |
| 2020-10-29 | 2020-10-29 | | 27.569(+0,05%) | 907(=) |
| 2020-10-30 | 2020-10-30 | | 27.582(+0,05%) | 907(=) |
| 2020-10-31 | 2020-10-31 | | 27.590(+0,03%) | 907(=) |
| 2020-11-01 | 2020-11-01 | | 27.595(+0,02%) | 907(=) |
| 2020-11-02 | 2020-11-02 | | 27.602(+0,03%) | 907(=) |
| 2020-11-03 | 2020-11-03 | | 27.610(+0,03%) | 907(=) |
| 2020-11-04 | 2020-11-04 | | 27.622(+0,04%) | 907(=) |
| 2020-11-05 | 2020-11-05 | | 27.633(+0,04%) | 907(=) |
| 2020-11-06 | 2020-11-06 | | 27.645(+0,04%) | 907(=) |
| 2020-11-07 | 2020-11-07 | | 27.652(+0,03%) | 907(=) |
| 2020-11-08 | 2020-11-08 | | 27.658(+0,02%) | 907(=) |
| 2020-11-09 | 2020-11-09 | | 27.668(+0,04%) | 907(=) |
| 2020-11-10 | 2020-11-10 | | 27.678(+0,04%) | 907(=) |
| 2020-11-11 | 2020-11-11 | | 27.686(+0,03%) | 907(=) |
| 2020-11-12 | 2020-11-12 | | 27.698(+0,04%) | 907(=) |
| 2020-11-13 | 2020-11-13 | | 27.703(+0,02%) | 907(=) |
| 2020-11-14 | 2020-11-14 | | 27.711(+0,03%) | 907(=) |
| 2020-11-15 | 2020-11-15 | | 27.725(+0,05%) | 907(=) |
| 2020-11-16 | 2020-11-16 | | 27.750(+0,09%) | 907(=) |
| 2020-11-17 | 2020-11-17 | | 27.756(+0,02%) | 907(=) |
| 2020-11-18 | 2020-11-18 | | 27.777(+0,08%) | 907(=) |
| 2020-11-19 | 2020-11-19 | | 27.784(+0,03%) | 907(=) |
| 2020-11-20 | 2020-11-20 | | 27.789(+0,02%) | 907(=) |
| 2020-11-21 | 2020-11-21 | | 27.807(+0,06%) | 907(=) |
| 2020-11-22 | 2020-11-22 | | 27.821(+0,05%) | 907(=) |
| 2020-11-23 | 2020-11-23 | | 27.835(+0,05%) | 907(=) |
| 2020-11-24 | 2020-11-24 | | 27.848(+0,05%) | 907(=) |
| 2020-11-25 | 2020-11-25 | | 27.854(+0,02%) | 907(=) |
| 2020-11-26 | 2020-11-26 | | 27.867(+0,05%) | 907(=) |
| 2020-11-27 | 2020-11-27 | | 27.874(+0,03%) | 907(=) |
| 2020-11-28 | 2020-11-28 | | 27.885(+0,04%) | 907(=) |
| 2020-11-29 | 2020-11-29 | | 27.893(+0,03%) | 907(=) |
| 2020-11-30 | 2020-11-30 | | 27.904(+0,04%) | 908(+0,11%) |
| 2020-12-01 | 2020-12-01 | | 27.912(+0,03%) | 908(=) |
| 2020-12-02 | 2020-12-02 | | 27.923(+0,04%) | 908(=) |
| 2020-12-03 | 2020-12-03 | | 27.939(+0,06%) | 908(=) |
| 2020-12-04 | 2020-12-04 | | 27.949(+0,04%) | 908(=) |
| 2020-12-05 | 2020-12-05 | | 27.956(+0,03%) | 908(=) |
| 2020-12-06 | 2020-12-06 | | 27.965(+0,03%) | 908(=) |
| 2020-12-07 | 2020-12-07 | | 27.972(+0,03%) | 908(=) |
| 2020-12-08 | 2020-12-08 | | 27.987(+0,05%) | 908(=) |
| 2020-12-09 | 2020-12-09 | | 27.993(+0,02%) | 908(=) |
| 2020-12-10 | 2020-12-10 | | 28.000(+0,03%) | 908(=) |
| 2020-12-11 | 2020-12-11 | | 28.012(+0,04%) | 908(=) |
| 2020-12-12 | 2020-12-12 | | 28.025(+0,05%) | 908(=) |
| 2020-12-13 | 2020-12-13 | | 28.031(+0,02%) | 908(=) |
| 2020-12-14 | 2020-12-14 | | 28.039(+0,03%) | 908(=) |
| 2020-12-15 | 2020-12-15 | | 28.047(+0,03%) | 908(=) |
| 2020-12-16 | 2020-12-16 | | 28.059(+0,04%) | 908(=) |
| 2020-12-17 | 2020-12-17 | | 28.072(+0,05%) | 908(=) |
| 2020-12-18 | 2020-12-18 | | 28.094(+0,08%) | 908(=) |
| 2020-12-19 | 2020-12-19 | | 28.128(+0,12%) | 908(=) |
| 2020-12-20 | 2020-12-20 | | 28.171(+0,15%) | 908(=) |
| 2020-12-21 | 2020-12-21 | | 28.198(+0,1%) | 908(=) |
| 2020-12-22 | 2020-12-22 | | 28.219(+0,07%) | 908(=) |
| 2020-12-23 | 2020-12-23 | | 28.238(+0,07%) | 908(=) |
| 2020-12-24 | 2020-12-24 | | 28.262(+0,08%) | 908(=) |
| 2020-12-25 | 2020-12-25 | | 28.276(+0,05%) | 908(=) |
| 2020-12-26 | 2020-12-26 | | 28.296(+0,07%) | 908(=) |
| 2020-12-27 | 2020-12-27 | | 28.312(+0,06%) | 908(=) |
| 2020-12-28 | 2020-12-28 | | 28.337(+0,09%) | 909(+0,11%) |
| 2020-12-29 | 2020-12-29 | | 28.350(+0,05%) | 909(=) |
| 2020-12-30 | 2020-12-30 | | 28.381(+0,11%) | 909(=) |
| 2020-12-31 | 2020-12-31 | | 28.408(+0,1%) | 909(=) |
| 2021-01-01 | 2021-01-01 | | 28.427(+0,07%) | 909(=) |
| 2021-01-02 | 2021-01-02 | | 28.462(+0,12%) | 909(=) |
| 2021-01-03 | 2021-01-03 | | 28.483(+0,07%) | 909(=) |
| 2021-01-04 | 2021-01-04 | | 28.504(+0,07%) | 909(=) |
| 2021-01-05 | 2021-01-05 | | 28.519(+0,05%) | 909(=) |
| 2021-01-06 | 2021-01-06 | | 28.536(+0,06%) | 909(=) |
| 2021-01-07 | 2021-01-07 | | 28.547(+0,04%) | 909(=) |
| 2021-01-08 | 2021-01-08 | | 28.571(+0,08%) | 909(=) |
| 2021-01-09 | 2021-01-09 | | 28.582(+0,04%) | 909(=) |
| 2021-01-10 | 2021-01-10 | | 28.595(+0,05%) | 909(=) |
| 2021-01-11 | 2021-01-11 | | 28.614(+0,07%) | 909(=) |
| 2021-01-12 | 2021-01-12 | | 28.634(+0,07%) | 909(=) |
| 2021-01-13 | 2021-01-13 | | 28.650(+0,06%) | 909(=) |
| 2021-01-14 | 2021-01-14 | | 28.658(+0,03%) | 909(=) |
| 2021-01-15 | 2021-01-15 | | 28.669(+0,04%) | 909(=) |
| 2021-01-16 | 2021-01-16 | | 28.689(+0,07%) | 909(=) |
| 2021-01-17 | 2021-01-17 | | 28.708(+0,07%) | 909(=) |
| 2021-01-18 | 2021-01-18 | | 28.721(+0,05%) | 909(=) |
| 2021-01-19 | 2021-01-19 | | 28.730(+0,03%) | 909(=) |
| 2021-01-20 | 2021-01-20 | | 28.740(+0,03%) | 909(=) |
| 2021-01-21 | 2021-01-21 | | 28.750(+0,03%) | 909(=) |
| 2021-01-22 | 2021-01-22 | | 28.755(+0,02%) | 909(=) |
| 2021-01-23 | 2021-01-23 | | 28.761(+0,02%) | 909(=) |
| 2021-01-24 | 2021-01-24 | | 28.766(+0,02%) | 909(=) |
| 2021-01-25 | 2021-01-25 | | 28.777(+0,04%) | 909(=) |
| 2021-01-26 | 2021-01-26 | | 28.780(+0,01%) | 909(=) |
| 2021-01-27 | 2021-01-27 | | 28.786(+0,02%) | 909(=) |
| 2021-01-28 | 2021-01-28 | | 28.794(+0,03%) | 909(=) |
| 2021-01-29 | 2021-01-29 | | 28.800(+0,02%) | 909(=) |
| 2021-01-30 | 2021-01-30 | | 28.806(+0,02%) | 909(=) |
| 2021-01-31 | 2021-01-31 | | 28.811(+0,02%) | 909(=) |
| 2021-02-01 | 2021-02-01 | | 28.818(+0,02%) | 909(=) |
| 2021-02-02 | 2021-02-02 | | 28.824(+0,02%) | 909(=) |
| 2021-02-03 | 2021-02-03 | | 28.829(+0,02%) | 909(=) |
| 2021-02-04 | 2021-02-04 | | 28.838(+0,03%) | 909(=) |
| 2021-02-05 | 2021-02-05 | | 28.842(+0,01%) | 909(=) |
| 2021-02-06 | 2021-02-06 | | 28.848(+0,02%) | 909(=) |
| 2021-02-07 | 2021-02-07 | | 28.850(+0,01%) | 909(=) |
| 2021-02-08 | 2021-02-08 | | 28.857(+0,02%) | 909(=) |
| 2021-02-09 | 2021-02-09 | | 28.860(+0,01%) | 909(=) |
| 2021-02-10 | 2021-02-10 | | 28.871(+0,04%) | 909(=) |
| 2021-02-11 | 2021-02-11 | | 28.879(+0,03%) | 909(=) |
| 2021-02-12 | 2021-02-12 | | 28.886(+0,02%) | 909(=) |
| 2021-02-13 | 2021-02-13 | | 28.892(+0,02%) | 909(=) |
| 2021-02-14 | 2021-02-14 | | 28.898(+0,02%) | 909(=) |
| 2021-02-15 | 2021-02-15 | | 28.900(+0,01%) | 909(=) |
| 2021-02-16 | 2021-02-16 | | 28.905(+0,02%) | 909(=) |
| 2021-02-17 | 2021-02-17 | | 28.911(+0,02%) | 909(=) |
| 2021-02-18 | 2021-02-18 | | 28.912(=) | 909(=) |
| 2021-02-19 | 2021-02-19 | | 28.918(+0,02%) | 909(=) |
| 2021-02-20 | 2021-02-20 | | 28.920(+0,01%) | 909(=) |
| 2021-02-21 | 2021-02-21 | | 28.926(+0,02%) | 909(=) |
| 2021-02-22 | 2021-02-22 | | 28.930(+0,01%) | 909(=) |
| 2021-02-23 | 2021-02-23 | | 28.937(+0,02%) | 909(=) |
| 2021-02-24 | 2021-02-24 | | 28.939(+0,01%) | 909(=) |
| 2021-02-25 | 2021-02-25 | | 28.947(+0,03%) | 909(=) |
| 2021-02-26 | 2021-02-26 | | 28.958(+0,04%) | 909(=) |
| 2021-02-27 | 2021-02-27 | | 28.965(+0,02%) | 909(=) |
| 2021-02-28 | 2021-02-28 | | 28.970(+0,02%) | 909(=) |
| 2021-03-01 | 2021-03-01 | | 28.978(+0,03%) | 909(=) |
| 2021-03-02 | 2021-03-02 | | 28.986(+0,03%) | 909(=) |
| 2021-03-03 | 2021-03-03 | | 28.996(+0,03%) | 909(=) |
| 2021-03-04 | 2021-03-04 | | 29.002(+0,02%) | 909(=) |
| 2021-03-05 | 2021-03-05 | | 29.020(+0,06%) | 909(=) |
| 2021-03-06 | 2021-03-06 | | 29.030(+0,03%) | 909(=) |
| 2021-03-07 | 2021-03-07 | | 29.037(+0,02%) | 909(=) |
| 2021-03-08 | 2021-03-08 | | 29.046(+0,03%) | 909(=) |
| 2021-03-09 | 2021-03-09 | | 29.061(+0,05%) | 909(=) |
| 2021-03-10 | 2021-03-10 | | 29.075(+0,05%) | 909(=) |
| 2021-03-11 | 2021-03-11 | | 29.090(+0,05%) | 909(=) |
| 2021-03-12 | 2021-03-12 | | 29.102(+0,04%) | 909(=) |
| 2021-03-13 | 2021-03-13 | | 29.112(+0,03%) | 909(=) |
| 2021-03-14 | 2021-03-14 | | 29.117(+0,02%) | 909(=) |
| 2021-03-15 | 2021-03-15 | | 29.130(+0,04%) | 909(=) |
| 2021-03-16 | 2021-03-16 | | 29.137(+0,02%) | 909(=) |
| 2021-03-17 | 2021-03-17 | | 29.153(+0,05%) | 909(=) |
| 2021-03-18 | 2021-03-18 | | 29.166(+0,04%) | 909(=) |
| 2021-03-19 | 2021-03-19 | | 29.183(+0,06%) | 909(=) |
| 2021-03-20 | 2021-03-20 | | 29.192(+0,03%) | 909(=) |
| 2021-03-21 | 2021-03-21 | | 29.196(+0,01%) | 909(=) |
| 2021-03-22 | 2021-03-22 | | 29.206(+0,03%) | 909(=) |
| 2021-03-23 | 2021-03-23 | | 29.211(+0,02%) | 909(=) |
| 2021-03-24 | 2021-03-24 | | 29.220(+0,03%) | 909(=) |
| 2021-03-25 | 2021-03-25 | | 29.228(+0,03%) | 909(=) |
| 2021-03-26 | 2021-03-26 | | 29.240(+0,04%) | 909(=) |
| 2021-03-27 | 2021-03-27 | | 29.252(+0,04%) | 909(=) |
| 2021-03-28 | 2021-03-28 | | 29.260(+0,03%) | 909(=) |
| 2021-03-29 | 2021-03-29 | | 29.278(+0,06%) | 909(=) |
| 2021-03-30 | 2021-03-30 | | 29.296(+0,06%) | 909(=) |
| 2021-03-31 | 2021-03-31 | | 29.304(+0,03%) | 909(=) |
| 2021-04-01 | 2021-04-01 | | 29.322(+0,06%) | 909(=) |
| 2021-04-02 | 2021-04-02 | | 29.335(+0,04%) | 909(=) |
| 2021-04-03 | 2021-04-03 | | 29.341(+0,02%) | 909(=) |
| 2021-04-04 | 2021-04-04 | | 29.348(+0,02%) | 909(=) |
| 2021-04-05 | 2021-04-05 | | 29.357(+0,03%) | 909(=) |
| 2021-04-06 | 2021-04-06 | | 29.365(+0,03%) | 909(=) |
| 2021-04-07 | 2021-04-07 | | 29.379(+0,05%) | 909(=) |
| 2021-04-08 | 2021-04-08 | | 29.385(+0,02%) | 909(=) |
| 2021-04-09 | 2021-04-09 | | 29.390(+0,02%) | 909(=) |
| 2021-04-10 | 2021-04-10 | | 29.396(+0,02%) | 909(=) |
| 2021-04-11 | 2021-04-11 | | 29.405(+0,03%) | 909(=) |
| 2021-04-12 | 2021-04-12 | | 29.419(+0,05%) | 909(=) |
| 2021-04-13 | 2021-04-13 | | 29.437(+0,06%) | 910(+0,11%) |
| 2021-04-14 | 2021-04-14 | | 29.451(+0,05%) | 910(=) |
| 2021-04-15 | 2021-04-15 | | 29.469(+0,06%) | 910(=) |
| 2021-04-16 | 2021-04-16 | | 29.484(+0,05%) | 910(=) |
| 2021-04-17 | 2021-04-17 | | 29.505(+0,07%) | 910(=) |
| 2021-04-18 | 2021-04-18 | | 29.519(+0,05%) | 910(=) |
| 2021-04-19 | 2021-04-19 | | 29.543(+0,08%) | 910(=) |
| 2021-04-20 | 2021-04-20 | | 29.559(+0,05%) | 910(=) |
| 2021-04-21 | 2021-04-21 | | 29.578(+0,06%) | 910(=) |
| 2021-04-22 | 2021-04-22 | | 29.602(+0,08%) | 910(=) |
| 2021-04-23 | 2021-04-23 | | 29.639(+0,12%) | 910(=) |
| 2021-04-24 | 2021-04-24 | | 29.658(+0,06%) | 910(=) |
| 2021-04-25 | 2021-04-25 | | 29.666(+0,03%) | 910(=) |
| 2021-04-26 | 2021-04-26 | | 29.695(+0,1%) | 910(=) |
| 2021-04-27 | 2021-04-27 | | 29.725(+0,1%) | 910(=) |
| 2021-04-28 | 2021-04-28 | | 29.749(+0,08%) | 910(=) |
| 2021-04-29 | 2021-04-29 | | 29.779(+0,1%) | 910(=) |
| 2021-04-30 | 2021-04-30 | | 29.801(+0,07%) | 910(=) |
| 2021-05-01 | 2021-05-01 | | 29.812(+0,04%) | 910(=) |
| 2021-05-02 | 2021-05-02 | | 29.826(+0,05%) | 910(=) |
| 2021-05-03 | 2021-05-03 | | 29.841(+0,05%) | 910(=) |
| 2021-05-04 | 2021-05-04 | | 29.852(+0,04%) | 910(=) |
| 2021-05-05 | 2021-05-05 | | 29.865(+0,04%) | 910(=) |
| 2021-05-06 | 2021-05-06 | | 29.886(+0,07%) | 910(=) |
| 2021-05-07 | 2021-05-07 | | 29.897(+0,04%) | 910(=) |
| 2021-05-08 | 2021-05-08 | | 29.906(+0,03%) | 910(=) |
| 2021-05-09 | 2021-05-09 | | 29.923(+0,06%) | 910(=) |
| 2021-05-10 | 2021-05-10 | | 29.931(+0,03%) | 910(=) |
| 2021-05-11 | 2021-05-11 | | 29.939(+0,03%) | 910(=) |
| 2021-05-12 | 2021-05-12 | | 29.947(+0,03%) | 910(=) |
| 2021-05-13 | 2021-05-13 | | 29.955(+0,03%) | 910(=) |
| 2021-05-14 | 2021-05-14 | | 29.957(+0,01%) | 910(=) |
| 2021-05-15 | 2021-05-15 | | 29.967(+0,03%) | 910(=) |
| 2021-05-16 | 2021-05-16 | | 29.975(+0,03%) | 910(=) |
| 2021-05-17 | 2021-05-17 | | 29.978(+0,01%) | 910(=) |
| 2021-05-18 | 2021-05-18 | | 29.988(+0,03%) | 910(=) |
| 2021-05-19 | 2021-05-19 | | 29.991(+0,01%) | 910(=) |
| 2021-05-20 | 2021-05-20 | | 29.997(+0,02%) | 910(=) |
| 2021-05-21 | 2021-05-21 | | 30.000(+0,01%) | 910(=) |
| 2021-05-22 | 2021-05-22 | | 30.004(+0,01%) | 910(=) |
| 2021-05-23 | 2021-05-23 | | 30.011(+0,02%) | 910(=) |
| 2021-05-24 | 2021-05-24 | | 30.021(+0,03%) | 910(=) |
| 2021-05-25 | 2021-05-25 | | 30.030(+0,03%) | 910(=) |
| 2021-05-26 | 2021-05-26 | | 30.048(+0,06%) | 910(=) |
| 2021-05-27 | 2021-05-27 | | 30.063(+0,05%) | 910(=) |
| 2021-05-28 | 2021-05-28 | | 30.073(+0,03%) | 910(=) |
| 2021-05-29 | 2021-05-29 | | 30.083(+0,03%) | 910(=) |
| 2021-05-30 | 2021-05-30 | | 30.098(+0,05%) | 910(=) |
| 2021-05-31 | 2021-05-31 | | 30.106(+0,03%) | 910(=) |
| 2021-06-01 | 2021-06-01 | | 30.118(+0,04%) | 910(=) |
| 2021-06-02 | 2021-06-02 | | 30.130(+0,04%) | 910(=) |
| 2021-06-03 | 2021-06-03 | | 30.137(+0,02%) | 910(=) |
| 2021-06-04 | 2021-06-04 | | 30.150(+0,04%) | 910(=) |
| 2021-06-05 | 2021-06-05 | | 30.158(+0,03%) | 910(=) |
| 2021-06-06 | 2021-06-06 | | 30.175(+0,06%) | 910(=) |
| 2021-06-07 | 2021-06-07 | | 30.195(+0,07%) | 910(=) |
| 2021-06-08 | 2021-06-08 | | 30.204(+0,03%) | 910(=) |
| 2021-06-09 | 2021-06-09 | | 30.210(+0,02%) | 910(=) |
| 2021-06-10 | 2021-06-10 | | 30.226(+0,05%) | 910(=) |
| 2021-06-11 | 2021-06-11 | | 30.229(+0,01%) | 910(=) |
| 2021-06-12 | 2021-06-12 | | 30.237(+0,03%) | 910(=) |
| 2021-06-13 | 2021-06-13 | | 30.248(+0,04%) | 910(=) |
| 2021-06-14 | 2021-06-14 | | 30.262(+0,05%) | 910(=) |
| 2021-06-15 | 2021-06-15 | | 30.274(+0,04%) | 910(=) |
| 2021-06-16 | 2021-06-16 | | 30.291(+0,06%) | 910(=) |
| 2021-06-17 | 2021-06-17 | | 30.302(+0,04%) | 910(=) |
| 2021-06-18 | 2021-06-18 | | 30.313(+0,04%) | 910(=) |
| 2021-06-19 | 2021-06-19 | | 30.323(+0,03%) | 910(=) |
| 2021-06-20 | 2021-06-20 | | 30.331(+0,03%) | 910(=) |
| 2021-06-21 | 2021-06-21 | | 30.356(+0,08%) | 910(=) |
| 2021-06-22 | 2021-06-22 | | 30.366(+0,03%) | 910(=) |
| 2021-06-23 | 2021-06-23 | | 30.378(+0,04%) | 910(=) |
| 2021-06-24 | 2021-06-24 | | 30.408(+0,1%) | 910(=) |
| 2021-06-25 | 2021-06-25 | | 30.422(+0,05%) | 910(=) |
| 2021-06-26 | 2021-06-26 | | 30.457(+0,12%) | 910(=) |
| 2021-06-27 | 2021-06-27 | | 30.499(+0,14%) | 910(=) |
| 2021-06-28 | 2021-06-28 | | 30.528(+0,1%) | 910(=) |
| 2021-06-29 | 2021-06-29 | | 30.562(+0,11%) | 910(=) |
| 2021-06-30 | 2021-06-30 | | 30.610(+0,16%) | 910(=) |
| 2021-07-01 | 2021-07-01 | | 30.643(+0,11%) | 910(=) |
| 2021-07-02 | 2021-07-02 | | 30.658(+0,05%) | 910(=) |
| 2021-07-03 | 2021-07-03 | | 30.734(+0,25%) | 910(=) |
| 2021-07-04 | 2021-07-04 | | 30.757(+0,07%) | 910(=) |
| 2021-07-05 | 2021-07-05 | | 30.803(+0,15%) | 910(=) |
| 2021-07-06 | 2021-07-06 | | 30.832(+0,09%) | 910(=) |
| 2021-07-07 | 2021-07-07 | | 30.861(+0,09%) | 910(=) |
| 2021-07-08 | 2021-07-08 | | 30.905(+0,14%) | 910(=) |
| 2021-07-09 | 2021-07-09 | | 30.955(+0,16%) | 910(=) |
| 2021-07-10 | 2021-07-10 | | 31.017(+0,2%) | 910(=) |
| 2021-07-11 | 2021-07-11 | | 31.103(+0,28%) | 911(+0,11%) |
| 2021-07-12 | 2021-07-12 | | 31.224(+0,39%) | 911(=) |
| 2021-07-13 | 2021-07-13 | | 31.323(+0,32%) | 912(+0,11%) |
| 2021-07-14 | 2021-07-14 | | 31.431(+0,34%) | 912(=) |
| 2021-07-15 | 2021-07-15 | | 31.516(+0,27%) | 912(=) |
| 2021-07-16 | 2021-07-16 | | 31.632(+0,37%) | 913(+0,11%) |
| 2021-07-17 | 2021-07-17 | | 31.771(+0,44%) | 914(+0,11%) |
| 2021-07-18 | 2021-07-18 | | 31.898(+0,4%) | 914(=) |
| 2021-07-19 | 2021-07-19 | | 32.017(+0,37%) | 915(+0,11%) |
| 2021-07-20 | 2021-07-20 | | 32.129(+0,35%) | 915(=) |
| 2021-07-21 | 2021-07-21 | | 32.269(+0,44%) | 915(=) |
| 2021-07-22 | 2021-07-22 | | 32.427(+0,49%) | 915(=) |
| 2021-07-23 | 2021-07-23 | | 32.582(+0,48%) | 916(+0,11%) |
| 2021-07-24 | 2021-07-24 | | 32.755(+0,53%) | 916(=) |
| 2021-07-25 | 2021-07-25 | | 32.917(+0,49%) | 918(+0,22%) |
| 2021-07-26 | 2021-07-26 | | 33.081(+0,5%) | 918(=) |
| 2021-07-27 | 2021-07-27 | | 33.268(+0,57%) | 920(+0,22%) |
| 2021-07-28 | 2021-07-28 | | 33.473(+0,62%) | 921(+0,11%) |
| 2021-07-29 | 2021-07-29 | | 33.732(+0,77%) | 922(+0,11%) |
| 2021-07-30 | 2021-07-30 | | 33.909(+0,52%) | 923(+0,11%) |
| 2021-07-31 | 2021-07-31 | | 34.129(+0,65%) | 923(=) |
| 2021-08-01 | 2021-08-01 | | 34.384(+0,75%) | 924(+0,11%) |
| 2021-08-02 | 2021-08-02 | | 34.611(+0,66%) | 924(=) |
| 2021-08-03 | 2021-08-03 | | 34.833(+0,64%) | 925(+0,11%) |
| 2021-08-04 | 2021-08-04 | | 35.087(+0,73%) | 925(=) |
| 2021-08-05 | 2021-08-05 | | 35.384(+0,85%) | 927(+0,22%) |
| 2021-08-06 | 2021-08-06 | | 35.688(+0,86%) | 932(+0,54%) |
| 2021-08-07 | 2021-08-07 | | 36.045(+1%) | 935(+0,32%) |
| 2021-08-08 | 2021-08-08 | | 36.330(+0,79%) | 936(+0,11%) |
| 2021-08-09 | 2021-08-09 | | 36.630(+0,83%) | 938(+0,21%) |
| 2021-08-10 | 2021-08-10 | | 37.009(+1%) | 941(+0,32%) |
| 2021-08-11 | 2021-08-11 | | 37.372(+0,98%) | 944(+0,32%) |
| 2021-08-12 | 2021-08-12 | | 37.754(+1%) | 947(+0,32%) |
| 2021-08-13 | 2021-08-13 | | 38.165(+1,1%) | 949(+0,21%) |
| 2021-08-14 | 2021-08-14 | | 38.657(+1,3%) | 953(+0,42%) |
| 2021-08-15 | 2021-08-15 | | 39.096(+1,1%) | 958(+0,52%) |
| 2021-08-16 | 2021-08-16 | | 39.615(+1,3%) | 965(+0,73%) |
| 2021-08-17 | 2021-08-17 | | 40.097(+1,2%) | 967(+0,21%) |
| 2021-08-18 | 2021-08-18 | | 40.774(+1,7%) | 970(+0,31%) |
| 2021-08-19 | 2021-08-19 | | 41.522(+1,8%) | 971(+0,1%) |
| 2021-08-20 | 2021-08-20 | | 42.228(+1,7%) | 974(+0,31%) |
| 2021-08-21 | 2021-08-21 | | 43.119(+2,1%) | 978(+0,41%) |
| 2021-08-22 | 2021-08-22 | | 44.028(+2,1%) | 981(+0,31%) |
| 2021-08-23 | 2021-08-23 | | 44.922(+2%) | 984(+0,31%) |
| 2021-08-24 | 2021-08-24 | | 45.750(+1,8%) | 984(=) |
| 2021-08-25 | 2021-08-25 | | 46.728(+2,1%) | 986(+0,2%) |
| 2021-08-26 | 2021-08-26 | | 47.840(+2,4%) | 989(+0,3%) |
| 2021-08-27 | 2021-08-27 | | 48.815(+2%) | 991(+0,2%) |
| 2021-08-28 | 2021-08-28 | | 49.935(+2,3%) | 993(+0,2%) |
| 2021-08-29 | 2021-08-29 | | 51.256(+2,6%) | 999(+0,6%) |
| 2021-08-30 | 2021-08-30 | | 52.612(+2,6%) | 1.002(+0,3%) |
| 2021-08-31 | 2021-08-31 | | 53.851(+2,4%) | 1.006(+0,4%) |
| 2021-09-01 | 2021-09-01 | | 55.093(+2,3%) | 1.012(+0,6%) |
| 2021-09-02 | 2021-09-02 | | 56.565(+2,7%) | 1.019(+0,69%) |
| 2021-09-03 | 2021-09-03 | | 58.210(+2,9%) | 1.032(+1,3%) |
| 2021-09-04 | 2021-09-04 | | 59.951(+3%) | 1.036(+0,39%) |
| 2021-09-05 | 2021-09-05 | | 61.609(+2,8%) | 1.039(+0,29%) |
| 2021-09-06 | 2021-09-06 | | 63.154(+2,5%) | 1.044(+0,48%) |
| 2021-09-07 | 2021-09-07 | | 64.628(+2,3%) | 1.053(+0,86%) |
| 2021-09-08 | 2021-09-08 | | 66.318(+2,6%) | 1.060(+0,66%) |
| 2021-09-09 | 2021-09-09 | | 68.045(+2,6%) | 1.066(+0,57%) |
| 2021-09-10 | 2021-09-10 | | 69.923(+2,8%) | 1.076(+0,94%) |
| 2021-09-11 | 2021-09-11 | | 71.955(+2,9%) | 1.084(+0,74%) |
| 2021-09-12 | 2021-09-12 | | 73.605(+2,3%) | 1.091(+0,65%) |
| 2021-09-13 | 2021-09-13 | | 75.324(+2,3%) | 1.098(+0,64%) |
| 2021-09-14 | 2021-09-14 | | 76.895(+2,1%) | 1.102(+0,36%) |
| 2021-09-15 | 2021-09-15 | | 78.545(+2,1%) | 1.116(+1,3%) |
| 2021-09-16 | 2021-09-16 | | 80.402(+2,4%) | 1.128(+1,1%) |
| 2021-09-17 | 2021-09-17 | | 82.202(+2,2%) | 1.138(+0,89%) |
| 2021-09-18 | 2021-09-18 | | 84.056(+2,3%) | 1.148(+0,88%) |
| 2021-09-19 | 2021-09-19 | | 85.629(+1,9%) | 1.162(+1,2%) |
| 2021-09-20 | 2021-09-20 | | 87.101(+1,7%) | 1.167(+0,43%) |
| 2021-09-21 | 2021-09-21 | | 88.710(+1,8%) | 1.178(+0,94%) |
| 2021-09-22 | 2021-09-22 | | 90.372(+1,9%) | 1.186(+0,68%) |
| 2021-09-23 | 2021-09-23 | | 92.179(+2%) | 1.196(+0,84%) |
| 2021-09-24 | 2021-09-24 | | 93.943(+1,9%) | 1.208(+1%) |
| 2021-09-25 | 2021-09-25 | | 95.807(+2%) | 1.220(+0,99%) |
| 2021-09-26 | 2021-09-26 | | 97.540(+1,8%) | 1.231(+0,9%) |
| 2021-09-27 | 2021-09-27 | | 99.032(+1,5%) | 1.245(+1,1%) |
| 2021-09-28 | 2021-09-28 | | 100.912(+1,9%) | 1.256(+0,88%) |
| 2021-09-29 | 2021-09-29 | | 102.273(+1,3%) | 1.278(+1,8%) |
| 2021-09-30 | 2021-09-30 | | 105.123(+2,8%) | 1.289(+0,86%) |
| 2021-10-01 | 2021-10-01 | | 107.171(+1,9%) | 1.307(+1,4%) |
| 2021-10-02 | 2021-10-02 | | 109.315(+2%) | 1.321(+1,1%) |
| 2021-10-03 | 2021-10-03 | | 111.392(+1,9%) | 1.334(+0,98%) |
| 2021-10-04 | 2021-10-04 | | 113.411(+1,8%) | 1.344(+0,75%) |
| 2021-10-05 | 2021-10-05 | | 115.802(+2,1%) | 1.357(+0,97%) |
| 2021-10-06 | 2021-10-06 | | 117.826(+1,7%) | 1.379(+1,6%) |
| 2021-10-07 | 2021-10-07 | | 120.043(+1,9%) | 1.389(+0,73%) |
| 2021-10-08 | 2021-10-08 | | 122.552(+2,1%) | 1.405(+1,2%) |
| 2021-10-09 | 2021-10-09 | | 125.082(+2,1%) | 1.421(+1,1%) |
| 2021-10-10 | 2021-10-10 | | 127.454(+1,9%) | 1.432(+0,77%) |
| 2021-10-11 | 2021-10-11 | | 129.570(+1,7%) | 1.448(+1,1%) |
| 2021-10-12 | 2021-10-12 | | 131.380(+1,4%) | 1.461(+0,9%) |
| 2021-10-13 | 2021-10-13 | | 133.446(+1,6%) | 1.478(+1,2%) |
| 2021-10-14 | 2021-10-14 | | 136.135(+2%) | 1.496(+1,2%) |
| 2021-10-15 | 2021-10-15 | | 138.721(+1,9%) | 1.506(+0,67%) |
| 2021-10-16 | 2021-10-16 | | 141.033(+1,7%) | 1.515(+0,6%) |
| 2021-10-17 | 2021-10-17 | | 143.135(+1,5%) | 1.531(+1,1%) |
| 2021-10-18 | 2021-10-18 | | 145.263(+1,5%) | 1.543(+0,78%) |
| 2021-10-19 | 2021-10-19 | | 147.215(+1,3%) | 1.558(+0,97%) |
| 2021-10-20 | 2021-10-20 | | 149.398(+1,5%) | 1.577(+1,2%) |
| 2021-10-21 | 2021-10-21 | | 151.943(+1,7%) | 1.590(+0,82%) |
| 2021-10-22 | 2021-10-22 | | 154.314(+1,6%) | 1.611(+1,3%) |
| 2021-10-23 | 2021-10-23 | | 156.372(+1,3%) | 1.622(+0,68%) |
| 2021-10-24 | 2021-10-24 | | 158.547(+1,4%) | 1.637(+0,92%) |
| 2021-10-25 | 2021-10-25 | | 160.230(+1,1%) | 1.648(+0,67%) |
| 2021-10-26 | 2021-10-26 | | 162.016(+1,1%) | 1.653(+0,3%) |
| 2021-10-27 | 2021-10-27 | | 163.769(+1,1%) | 1.669(+0,97%) |
| 2021-10-28 | 2021-10-28 | | 165.904(+1,3%) | 1.696(+1,6%) |
| 2021-10-29 | 2021-10-29 | | 167.790(+1,1%) | 1.708(+0,71%) |
| 2021-10-30 | 2021-10-30 | | 169.355(+0,93%) | 1.722(+0,82%) |
| 2021-10-31 | 2021-10-31 | | 170.458(+0,65%) | 1.734(+0,7%) |
| 2021-11-01 | 2021-11-01 | | 172.030(+0,92%) | 1.743(+0,52%) |
| 2021-11-02 | 2021-11-02 | | 173.165(+0,66%) | 1.756(+0,75%) |
| 2021-11-03 | 2021-11-03 | | 174.275(+0,64%) | 1.768(+0,68%) |
| 2021-11-04 | 2021-11-04 | | 175.813(+0,88%) | 1.781(+0,74%) |
| 2021-11-05 | 2021-11-05 | | 177.393(+0,9%) | 1.795(+0,79%) |
| 2021-11-06 | 2021-11-06 | | 178.928(+0,87%) | 1.805(+0,56%) |
| 2021-11-07 | 2021-11-07 | | 180.307(+0,77%) | 1.815(+0,55%) |
| 2021-11-08 | 2021-11-08 | | 181.578(+0,7%) | 1.827(+0,66%) |
| 2021-11-09 | 2021-11-09 | | 182.870(+0,71%) | 1.841(+0,77%) |
| 2021-11-10 | 2021-11-10 | | 184.072(+0,66%) | 1.858(+0,92%) |
| 2021-11-11 | 2021-11-11 | | 185.627(+0,84%) | 1.862(+0,22%) |
| 2021-11-12 | 2021-11-12 | | 187.028(+0,75%) | 1.873(+0,59%) |
| 2021-11-13 | 2021-11-13 | | 188.494(+0,78%) | 1.877(+0,21%) |
| 2021-11-14 | 2021-11-14 | | 189.588(+0,58%) | 1.882(+0,27%) |
| 2021-11-15 | 2021-11-15 | | 190.604(+0,54%) | 1.888(+0,32%) |
| 2021-11-16 | 2021-11-16 | | 191.614(+0,53%) | 1.898(+0,53%) |
| 2021-11-17 | 2021-11-17 | | 192.840(+0,64%) | 1.907(+0,47%) |
| 2021-11-18 | 2021-11-18 | | 194.119(+0,66%) | 1.922(+0,79%) |
| 2021-11-19 | 2021-11-19 | | 195.618(+0,77%) | 1.933(+0,57%) |
| 2021-11-20 | 2021-11-20 | | 196.978(+0,7%) | 1.938(+0,26%) |
| 2021-11-21 | 2021-11-21 | | 198.445(+0,74%) | 1.942(+0,21%) |
| 2021-11-22 | 2021-11-22 | | 199.651(+0,61%) | 1.948(+0,31%) |
| 2021-11-23 | 2021-11-23 | | 200.654(+0,5%) | 1.968(+1%) |
| 2021-11-24 | 2021-11-24 | | 202.107(+0,72%) | 1.973(+0,25%) |
| 2021-11-25 | 2021-11-25 | | 203.650(+0,76%) | 1.978(+0,25%) |
| 2021-11-26 | 2021-11-26 | | 205.571(+0,94%) | 1.985(+0,35%) |
| 2021-11-27 | 2021-11-27 | | 206.748(+0,57%) | 1.990(+0,25%) |
| 2021-11-28 | 2021-11-28 | | 207.982(+0,6%) | 1.994(+0,2%) |
| 2021-11-29 | 2021-11-29 | | 209.142(+0,56%) | 1.997(+0,15%) |
| 2021-11-30 | 2021-11-30 | | 210.239(+0,52%) | 2.006(+0,45%) |
| 2021-12-01 | 2021-12-01 | | 211.654(+0,67%) | 2.011(+0,25%) |
| 2021-12-02 | 2021-12-02 | | 213.360(+0,81%) | 2.021(+0,5%) |
| 2021-12-03 | 2021-12-03 | | 214.885(+0,71%) | 2.032(+0,54%) |
| 2021-12-04 | 2021-12-04 | | 216.576(+0,79%) | 2.042(+0,49%) |
| 2021-12-05 | 2021-12-05 | | 217.839(+0,58%) | 2.050(+0,39%) |
| 2021-12-06 | 2021-12-06 | | 219.118(+0,59%) | 2.056(+0,29%) |
| 2021-12-07 | 2021-12-07 | | 220.558(+0,66%) | 2.065(+0,44%) |
| 2021-12-08 | 2021-12-08 | | 222.261(+0,77%) | 2.072(+0,34%) |
| 2021-12-09 | 2021-12-09 | | 223.912(+0,74%) | 2.082(+0,48%) |
| 2021-12-10 | 2021-12-10 | | 225.640(+0,77%) | 2.084(+0,1%) |
| 2021-12-11 | 2021-12-11 | | 227.388(+0,77%) | 2.100(+0,77%) |
| 2021-12-12 | 2021-12-12 | | 228.930(+0,68%) | 2.104(+0,19%) |
| 2021-12-13 | 2021-12-13 | | 230.753(+0,8%) | 2.106(+0,1%) |
| 2021-12-14 | 2021-12-14 | | 232.756(+0,87%) | 2.113(+0,33%) |
| 2021-12-15 | 2021-12-15 | | 235.562(+1,2%) | 2.117(+0,19%) |
| 2021-12-16 | 2021-12-16 | | 238.969(+1,4%) | 2.126(+0,43%) |
| 2021-12-17 | 2021-12-17 | | 242.767(+1,6%) | 2.134(+0,38%) |
| 2021-12-18 | 2021-12-18 | | 246.797(+1,7%) | 2.142(+0,37%) |
| 2021-12-19 | 2021-12-19 | | 250.728(+1,6%) | 2.146(+0,19%) |
| 2021-12-20 | 2021-12-20 | | 254.685(+1,6%) | 2.146(=) |
| 2021-12-21 | 2021-12-21 | | 259.207(+1,8%) | 2.154(+0,37%) |
| 2021-12-22 | 2021-12-22 | | 264.917(+2,2%) | 2.162(+0,37%) |
| 2021-12-23 | 2021-12-23 | | 273.542(+3,3%) | 2.173(+0,51%) |
| 2021-12-24 | 2021-12-24 | | 282.589(+3,3%) | 2.182(+0,41%) |
| 2021-12-25 | 2021-12-25 | | 292.369(+3,5%) | 2.188(+0,27%) |
| 2021-12-26 | 2021-12-26 | | 301.960(+3,3%) | 2.190(+0,09%) |
| 2021-12-27 | 2021-12-27 | | 312.096(+3,4%) | 2.197(+0,32%) |
| 2021-12-28 | 2021-12-28 | | 323.285(+3,6%) | 2.202(+0,23%) |
| 2021-12-29 | 2021-12-29 | | 341.437(+5,6%) | 2.210(+0,36%) |
| 2021-12-30 | 2021-12-30 | | 362.677(+6,2%) | 2.226(+0,72%) |
| 2021-12-31 | 2021-12-31 | | 395.504(+9,1%) | 2.239(+0,58%) |
| 2022-01-01 | 2022-01-01 | | 430.712(+8,9%) | 2.253(+0,63%) |
| 2022-01-02 | 2022-01-02 | | 430.712(=) | 2.253(=) |
| 2022-01-03 | 2022-01-03 | | 499.958(+16%) | 2.266(+0,58%) |
| 2022-01-04 | 2022-01-04 | | 547.653(+9,5%) | 2.271(+0,22%) |
| 2022-01-05 | 2022-01-05 | | 612.106(+12%) | 2.289(+0,79%) |
| 2022-01-06 | 2022-01-06 | | 684.227(+12%) | 2.301(+0,52%) |
| 2022-01-07 | 2022-01-07 | | 761.926(+11%) | 2.319(+0,78%) |
| 2022-01-08 | 2022-01-08 | | 849.833(+12%) | 2.345(+1,1%) |
| 2022-01-09 | 2022-01-09 | | 922.892(+8,6%) | 2.367(+0,94%) |
| 2022-01-10 | 2022-01-10 | | 973.470(+5,5%) | 2.389(+0,93%) |
| 2022-01-11 | 2022-01-11 | | 1.042.293(+7,1%) | 2.416(+1,1%) |
| 2022-01-12 | 2022-01-12 | | 1.124.138(+7,9%) | 2.465(+2%) |
| 2022-01-13 | 2022-01-13 | | 1.195.158(+6,3%) | 2.522(+2,3%) |
| 2022-01-14 | 2022-01-14 | | 1.261.793(+5,6%) | 2.578(+2,2%) |
| 2022-01-15 | 2022-01-15 | | 1.321.985(+4,8%) | 2.633(+2,1%) |
| 2022-01-16 | 2022-01-16 | | 1.378.449(+4,3%) | 2.668(+1,3%) |
| 2022-01-17 | 2022-01-17 | | 1.773.205(+29%) | 2.698(+1,1%) |
| 2022-01-18 | 2022-01-18 | | 1.836.671(+3,6%) | 2.776(+2,9%) |
| 2022-01-19 | 2022-01-19 | | 1.915.999(+4,3%) | 2.841(+2,3%) |
| 2022-01-20 | 2022-01-20 | | 1.989.636(+3,8%) | 2.896(+1,9%) |
| 2022-01-21 | 2022-01-21 | | 2.053.654(+3,2%) | 2.989(+3,2%) |
| 2022-01-22 | 2022-01-22 | | 2.109.251(+2,7%) | 3.063(+2,5%) |
| 2022-01-23 | 2022-01-23 | | 2.158.967(+2,4%) | 3.103(+1,3%) |
| 2022-01-24 | 2022-01-24 | | 2.200.266(+1,9%) | 3.154(+1,6%) |
| 2022-01-25 | 2022-01-25 | | 2.247.763(+2,2%) | 3.225(+2,3%) |
| 2022-01-26 | 2022-01-26 | | 2.290.037(+1,9%) | 3.330(+3,3%) |
| 2022-01-27 | 2022-01-27 | | 2.335.627(+2%) | 3.402(+2,2%) |
| 2022-01-28 | 2022-01-28 | | 2.376.633(+1,8%) | 3.536(+3,9%) |
| 2022-01-29 | 2022-01-29 | | 2.417.389(+1,7%) | 3.631(+2,7%) |
| 2022-01-30 | 2022-01-30 | | 2.454.249(+1,5%) | 3.716(+2,3%) |
| 2022-01-31 | 2022-01-31 | | 2.486.589(+1,3%) | 3.758(+1,1%) |
| 2022-02-01 | 2022-02-01 | | 2.519.929(+1,3%) | 3.835(+2%) |
| 2022-02-02 | 2022-02-02 | | 2.560.835(+1,6%) | 3.904(+1,8%) |
| 2022-02-03 | 2022-02-03 | | 2.598.173(+1,5%) | 3.989(+2,2%) |
| 2022-02-04 | 2022-02-04 | | 2.629.835(+1,2%) | 4.073(+2,1%) |
| 2022-02-05 | 2022-02-05 | | 2.659.327(+1,1%) | 4.156(+2%) |
| 2022-02-06 | 2022-02-06 | | 2.682.847(+0,88%) | 4.201(+1,1%) |
| 2022-02-07 | 2022-02-07 | | 2.705.789(+0,86%) | 4.247(+1,1%) |
| 2022-02-08 | 2022-02-08 | | 2.733.657(+1%) | 4.303(+1,3%) |
| 2022-02-09 | 2022-02-09 | | 2.764.415(+1,1%) | 4.366(+1,5%) |
| 2022-02-10 | 2022-02-10 | | 2.793.576(+1,1%) | 4.431(+1,5%) |
| 2022-02-11 | 2022-02-11 | | 2.823.234(+1,1%) | 4.479(+1,1%) |
| 2022-02-12 | 2022-02-12 | | 2.842.888(+0,7%) | 4.546(+1,5%) |
| 2022-02-13 | 2022-02-13 | | 2.866.359(+0,83%) | 4.593(+1%) |
| 2022-02-14 | 2022-02-14 | | 2.885.839(+0,68%) | 4.618(+0,54%) |
| 2022-02-15 | 2022-02-15 | | 2.910.523(+0,86%) | 4.669(+1,1%) |
| 2022-02-16 | 2022-02-16 | | 2.939.390(+0,99%) | 4.732(+1,3%) |
| 2022-02-17 | 2022-02-17 | | 2.967.155(+0,94%) | 4.798(+1,4%) |
| 2022-02-18 | 2022-02-18 | | 2.992.706(+0,86%) | 4.835(+0,77%) |
| 2022-02-19 | 2022-02-19 | | 3.014.660(+0,73%) | 4.880(+0,93%) |
| 2022-02-20 | 2022-02-20 | | 3.032.073(+0,58%) | 4.913(+0,68%) |
| 2022-02-21 | 2022-02-21 | | 3.049.415(+0,57%) | 4.929(+0,33%) |
| 2022-02-22 | 2022-02-22 | | 3.074.114(+0,81%) | 4.965(+0,73%) |
| 2022-02-23 | 2022-02-23 | | 3.101.127(+0,88%) | 5.026(+1,2%) |
| 2022-02-24 | 2022-02-24 | | 3.126.857(+0,83%) | 5.068(+0,84%) |
| 2022-02-25 | 2022-02-25 | | 3.151.386(+0,78%) | 5.097(+0,57%) |
| 2022-02-26 | 2022-02-26 | | 3.173.509(+0,7%) | 5.132(+0,69%) |
| 2022-02-27 | 2022-02-27 | | 3.191.939(+0,58%) | 5.159(+0,53%) |
| 2022-02-28 | 2022-02-28 | | 3.211.078(+0,6%) | 5.171(+0,23%) |
| 2022-03-01 | 2022-03-01 | | 3.236.095(+0,78%) | 5.212(+0,79%) |
| 2022-03-02 | 2022-03-02 | | 3.261.350(+0,78%) | 5.272(+1,2%) |
| 2022-03-03 | 2022-03-03 | | 3.297.205(+1,1%) | 5.317(+0,85%) |
| 2022-03-04 | 2022-03-04 | | 3.321.716(+0,74%) | 5.355(+0,71%) |
| 2022-03-05 | 2022-03-05 | | 3.344.617(+0,69%) | 5.403(+0,9%) |
| 2022-03-06 | 2022-03-06 | | 3.364.178(+0,58%) | 5.416(+0,24%) |
| 2022-03-07 | 2022-03-07 | | 3.385.982(+0,65%) | 5.448(+0,59%) |
| 2022-03-08 | 2022-03-08 | | 3.429.179(+1,3%) | 5.464(+0,29%) |
| 2022-03-09 | 2022-03-09 | | 3.462.781(+0,98%) | 5.499(+0,64%) |
| 2022-03-10 | 2022-03-10 | | 3.500.734(+1,1%) | 5.520(+0,38%) |
| 2022-03-11 | 2022-03-11 | | 3.535.620(+1%) | 5.549(+0,53%) |
| 2022-03-12 | 2022-03-12 | | 3.567.218(+0,89%) | 5.571(+0,4%) |
| 2022-03-13 | 2022-03-13 | | 3.596.466(+0,82%) | 5.586(+0,27%) |
| 2022-03-14 | 2022-03-14 | | 3.622.884(+0,73%) | 5.591(+0,09%) |
| 2022-03-15 | 2022-03-15 | | 3.656.931(+0,94%) | 5.616(+0,45%) |
| 2022-03-16 | 2022-03-16 | | 3.715.615(+1,6%) | 5.639(+0,41%) |
| 2022-03-17 | 2022-03-17 | | 3.767.956(+1,4%) | 5.665(+0,46%) |
| 2022-03-18 | 2022-03-18 | | 3.816.633(+1,3%) | 5.694(+0,51%) |
| 2022-03-19 | 2022-03-19 | | 3.863.112(+1,2%) | 5.721(+0,47%) |
| 2022-03-20 | 2022-03-20 | | 3.903.473(+1%) | 5.730(+0,16%) |
| 2022-03-21 | 2022-03-21 | | 3.943.245(+1%) | 5.736(+0,1%) |
| 2022-03-22 | 2022-03-22 | | 3.996.983(+1,4%) | 5.763(+0,47%) |
| 2022-03-23 | 2022-03-23 | | 4.058.958(+1,6%) | 5.789(+0,45%) |
| 2022-03-24 | 2022-03-24 | | 4.122.142(+1,6%) | 5.824(+0,6%) |
| 2022-03-25 | 2022-03-25 | | 4.180.842(+1,4%) | 5.852(+0,48%) |
| 2022-03-26 | 2022-03-26 | | 4.232.861(+1,2%) | 5.882(+0,51%) |
| 2022-03-27 | 2022-03-27 | | 4.279.337(+1,1%) | 5.891(+0,15%) |
| 2022-03-28 | 2022-03-28 | | 4.326.294(+1,1%) | 5.897(+0,1%) |
| 2022-03-29 | 2022-03-29 | | 4.386.542(+1,4%) | 5.928(+0,53%) |
| 2022-03-30 | 2022-03-30 | | 4.453.921(+1,5%) | 5.962(+0,57%) |
| 2022-03-31 | 2022-03-31 | | 4.514.207(+1,4%) | 5.994(+0,54%) |
| 2022-04-01 | 2022-04-01 | | 4.578.611(+1,4%) | 6.341(+5,8%) |
| 2022-04-02 | 2022-04-02 | | 4.633.069(+1,2%) | 6.367(+0,41%) |
| 2022-04-03 | 2022-04-03 | | 4.680.816(+1%) | 6.384(+0,27%) |
| 2022-04-04 | 2022-04-04 | | 4.727.501(+1%) | 6.398(+0,22%) |
| 2022-04-05 | 2022-04-05 | | 4.785.679(+1,2%) | 6.435(+0,58%) |
| 2022-04-06 | 2022-04-06 | | 4.847.662(+1,3%) | 6.462(+0,42%) |
| 2022-04-07 | 2022-04-07 | | 4.911.725(+1,3%) | 6.495(+0,51%) |
| 2022-04-08 | 2022-04-08 | | 4.970.754(+1,2%) | 6.526(+0,48%) |
| 2022-04-09 | 2022-04-09 | | 5.019.894(+0,99%) | 6.550(+0,37%) |
| 2022-04-10 | 2022-04-10 | | 5.064.885(+0,9%) | 6.564(+0,21%) |
| 2022-04-11 | 2022-04-11 | | 5.107.611(+0,84%) | 6.569(+0,08%) |
| 2022-04-12 | 2022-04-12 | | 5.154.493(+0,92%) | 6.609(+0,61%) |
| 2022-04-13 | 2022-04-13 | | 5.208.368(+1%) | 6.648(+0,59%) |
| 2022-04-14 | 2022-04-14 | | 5.262.288(+1%) | 6.693(+0,68%) |
| 2022-04-15 | 2022-04-15 | | 5.310.268(+0,91%) | 6.720(+0,4%) |
| 2022-04-16 | 2022-04-16 | | 5.351.917(+0,78%) | 6.762(+0,62%) |
| 2022-04-17 | 2022-04-17 | | 5.385.110(+0,62%) | 6.777(+0,22%) |
| 2022-04-18 | 2022-04-18 | | 5.419.380(+0,64%) | 6.786(+0,13%) |
| 2022-04-19 | 2022-04-19 | | 5.457.988(+0,71%) | 6.807(+0,31%) |
| 2022-04-20 | 2022-04-20 | | 5.509.313(+0,94%) | 6.842(+0,51%) |
| 2022-04-21 | 2022-04-21 | | 5.563.870(+0,99%) | 6.893(+0,75%) |
| 2022-04-22 | 2022-04-22 | | 5.612.854(+0,88%) | 6.939(+0,67%) |
| 2022-04-23 | 2022-04-23 | | 5.654.608(+0,74%) | 6.970(+0,45%) |
| 2022-04-24 | 2022-04-24 | | 5.689.377(+0,61%) | 6.989(+0,27%) |
| 2022-04-25 | 2022-04-25 | | 5.720.127(+0,54%) | 7.002(+0,19%) |
| 2022-04-26 | 2022-04-26 | | 5.756.477(+0,64%) | 7.069(+0,96%) |
| 2022-04-27 | 2022-04-27 | | 5.801.214(+0,78%) | 7.113(+0,62%) |
| 2022-04-28 | 2022-04-28 | | 5.847.352(+0,8%) | 7.163(+0,7%) |
| 2022-04-29 | 2022-04-29 | | 5.889.048(+0,71%) | 7.189(+0,36%) |
| 2022-04-30 | 2022-04-30 | | 5.928.306(+0,67%) | 7.223(+0,47%) |
| 2022-05-01 | 2022-05-01 | | 5.960.844(+0,55%) | 7.231(+0,11%) |
| 2022-05-02 | 2022-05-02 | | 5.992.148(+0,53%) | 7.270(+0,54%) |
| 2022-05-03 | 2022-05-03 | | 6.029.879(+0,63%) | 7.311(+0,56%) |
| 2022-05-04 | 2022-05-04 | | 6.076.457(+0,77%) | 7.367(+0,77%) |
| 2022-05-05 | 2022-05-05 | | 6.130.748(+0,89%) | 7.424(+0,77%) |
| 2022-05-06 | 2022-05-06 | | 6.168.859(+0,62%) | 7.454(+0,4%) |
| 2022-05-07 | 2022-05-07 | | 6.213.812(+0,73%) | 7.495(+0,55%) |
| 2022-05-08 | 2022-05-08 | | 6.249.101(+0,57%) | 7.513(+0,24%) |
| 2022-05-09 | 2022-05-09 | | 6.286.876(+0,6%) | 7.516(+0,04%) |
| 2022-05-10 | 2022-05-10 | | 6.334.822(+0,76%) | 7.565(+0,65%) |
| 2022-05-11 | 2022-05-11 | | 6.391.910(+0,9%) | 7.613(+0,63%) |
| 2022-05-12 | 2022-05-12 | | 6.449.556(+0,9%) | 7.668(+0,72%) |
| 2022-05-13 | 2022-05-13 | | 6.501.639(+0,81%) | 7.721(+0,69%) |
| 2022-05-14 | 2022-05-14 | | 6.551.624(+0,77%) | 7.773(+0,67%) |
| 2022-05-15 | 2022-05-15 | | 6.593.795(+0,64%) | 7.794(+0,27%) |
| 2022-05-16 | 2022-05-16 | | 6.635.645(+0,63%) | 7.807(+0,17%) |
| 2022-05-17 | 2022-05-17 | | 6.703.295(+1%) | 7.873(+0,85%) |
| 2022-05-18 | 2022-05-18 | | 6.759.554(+0,84%) | 7.926(+0,67%) |
| 2022-05-19 | 2022-05-19 | | 6.813.633(+0,8%) | 7.977(+0,64%) |
| 2022-05-20 | 2022-05-20 | | 6.863.827(+0,74%) | 8.028(+0,64%) |
| 2022-05-21 | 2022-05-21 | | 6.910.455(+0,68%) | 8.076(+0,6%) |
| 2022-05-22 | 2022-05-22 | | 6.948.968(+0,56%) | 8.097(+0,26%) |
| 2022-05-23 | 2022-05-23 | | 6.983.004(+0,49%) | 8.110(+0,16%) |
| 2022-05-24 | 2022-05-24 | | 7.025.763(+0,61%) | 8.178(+0,84%) |
| 2022-05-25 | 2022-05-25 | | 7.071.580(+0,65%) | 8.264(+1,1%) |
| 2022-05-26 | 2022-05-26 | | 7.117.601(+0,65%) | 8.335(+0,86%) |
| 2022-05-27 | 2022-05-27 | | 7.156.555(+0,55%) | 8.374(+0,47%) |
| 2022-05-28 | 2022-05-28 | | 7.189.365(+0,46%) | 8.430(+0,67%) |
| 2022-05-29 | 2022-05-29 | | 7.215.631(+0,37%) | 8.460(+0,36%) |
| 2022-05-30 | 2022-05-30 | | 7.242.842(+0,38%) | 8.469(+0,11%) |
| 2022-05-31 | 2022-05-31 | | 7.276.144(+0,46%) | 8.521(+0,61%) |
| 2022-06-01 | 2022-06-01 | | 7.310.918(+0,48%) | 8.556(+0,41%) |
| 2022-06-02 | 2022-06-02 | | 7.345.903(+0,48%) | 8.612(+0,65%) |
| 2022-06-03 | 2022-06-03 | | 7.377.532(+0,43%) | 8.662(+0,58%) |
| 2022-06-04 | 2022-06-04 | | 7.404.766(+0,37%) | 8.722(+0,69%) |
| 2022-06-05 | 2022-06-05 | | 7.426.673(+0,3%) | 8.752(+0,34%) |
| 2022-06-06 | 2022-06-06 | | 7.444.436(+0,24%) | 8.755(+0,03%) |
| 2022-06-07 | 2022-06-07 | | 7.475.637(+0,42%) | 8.802(+0,54%) |
| 2022-06-08 | 2022-06-08 | | 7.508.845(+0,44%) | 8.861(+0,67%) |
| 2022-06-09 | 2022-06-09 | | 7.541.617(+0,44%) | 8.919(+0,65%) |
| 2022-06-10 | 2022-06-10 | | 7.571.622(+0,4%) | 8.957(+0,43%) |
| 2022-06-11 | 2022-06-11 | | 7.594.534(+0,3%) | 9.024(+0,75%) |
| 2022-06-12 | 2022-06-12 | | 7.615.399(+0,27%) | 9.047(+0,25%) |
| 2022-06-13 | 2022-06-13 | | 7.634.958(+0,26%) | 9.058(+0,12%) |
| 2022-06-14 | 2022-06-14 | | 7.660.547(+0,34%) | 9.089(+0,34%) |
| 2022-06-15 | 2022-06-15 | | 7.691.551(+0,4%) | 9.146(+0,63%) |
| 2022-06-16 | 2022-06-16 | | 7.723.888(+0,42%) | 9.217(+0,78%) |
| 2022-06-17 | 2022-06-17 | | 7.754.013(+0,39%) | 9.268(+0,55%) |
| 2022-06-18 | 2022-06-18 | | 7.780.940(+0,35%) | 9.332(+0,69%) |
| 2022-06-19 | 2022-06-19 | | 7.803.063(+0,28%) | 9.374(+0,45%) |
| 2022-06-20 | 2022-06-20 | | 7.823.270(+0,26%) | 9.387(+0,14%) |
| 2022-06-21 | 2022-06-21 | | 7.854.839(+0,4%) | 9.445(+0,62%) |
| 2022-06-22 | 2022-06-22 | | 7.887.593(+0,42%) | 9.507(+0,66%) |
| 2022-06-23 | 2022-06-23 | | 7.919.777(+0,41%) | 9.558(+0,54%) |
| 2022-06-24 | 2022-06-24 | | 7.950.702(+0,39%) | 9.599(+0,43%) |
| 2022-06-25 | 2022-06-25 | | 7.978.701(+0,35%) | 9.656(+0,59%) |
| 2022-06-26 | 2022-06-26 | | 8.002.349(+0,3%) | 9.682(+0,27%) |
| 2022-06-27 | 2022-06-27 | | 8.026.309(+0,3%) | 9.704(+0,23%) |
| 2022-06-28 | 2022-06-28 | | 8.054.065(+0,35%) | 9.777(+0,75%) |
| 2022-06-29 | 2022-06-29 | | 8.092.782(+0,48%) | 9.837(+0,61%) |
| 2022-06-30 | 2022-06-30 | | 8.127.226(+0,43%) | 9.897(+0,61%) |
| 2022-07-01 | 2022-07-01 | | 8.162.153(+0,43%) | 9.930(+0,33%) |
| 2022-07-02 | 2022-07-02 | | 8.194.842(+0,4%) | 9.984(+0,54%) |
| 2022-07-03 | 2022-07-03 | | 8.225.124(+0,37%) | 10.014(+0,3%) |
| 2022-07-04 | 2022-07-04 | | 8.254.785(+0,36%) | 10.039(+0,25%) |
| 2022-07-05 | 2022-07-05 | | 8.291.345(+0,44%) | 10.086(+0,47%) |
| 2022-07-06 | 2022-07-06 | | 8.334.802(+0,52%) | 10.131(+0,45%) |
| 2022-07-07 | 2022-07-07 | | 8.377.932(+0,52%) | 10.190(+0,58%) |
| 2022-07-08 | 2022-07-08 | | 8.419.619(+0,5%) | 10.225(+0,34%) |
| 2022-07-09 | 2022-07-09 | | 8.456.777(+0,44%) | 10.301(+0,74%) |
| 2022-07-10 | 2022-07-10 | | 8.488.183(+0,37%) | 10.314(+0,13%) |
| 2022-07-11 | 2022-07-11 | | 8.520.312(+0,38%) | 10.326(+0,12%) |
| 2022-07-12 | 2022-07-12 | | 8.561.571(+0,48%) | 10.385(+0,57%) |
| 2022-07-13 | 2022-07-13 | | 8.605.813(+0,52%) | 10.437(+0,5%) |
| 2022-07-14 | 2022-07-14 | | 8.653.018(+0,55%) | 10.518(+0,78%) |
| 2022-07-15 | 2022-07-15 | | 8.696.288(+0,5%) | 10.582(+0,61%) |
| 2022-07-16 | 2022-07-16 | | 8.735.677(+0,45%) | 10.659(+0,73%) |
| 2022-07-17 | 2022-07-17 | | 8.773.576(+0,43%) | 10.689(+0,28%) |
| 2022-07-18 | 2022-07-18 | | 8.812.682(+0,45%) | 10.719(+0,28%) |
| 2022-07-19 | 2022-07-19 | | 8.863.178(+0,57%) | 10.794(+0,7%) |
| 2022-07-20 | 2022-07-20 | | 8.912.149(+0,55%) | 10.879(+0,79%) |
| 2022-07-21 | 2022-07-21 | | 8.967.138(+0,62%) | 10.968(+0,82%) |
| 2022-07-22 | 2022-07-22 | | 9.020.385(+0,59%) | 11.032(+0,58%) |
| 2022-07-23 | 2022-07-23 | | 9.065.275(+0,5%) | 11.134(+0,92%) |
| 2022-07-24 | 2022-07-24 | | 9.102.966(+0,42%) | 11.172(+0,34%) |
| 2022-07-25 | 2022-07-25 | | 9.139.473(+0,4%) | 11.200(+0,25%) |
| 2022-07-26 | 2022-07-26 | | 9.186.102(+0,51%) | 11.304(+0,93%) |
| 2022-07-27 | 2022-07-27 | | 9.235.681(+0,54%) | 11.387(+0,73%) |
| 2022-07-28 | 2022-07-28 | | 9.282.006(+0,5%) | 11.512(+1,1%) |
| 2022-07-29 | 2022-07-29 | | 9.327.251(+0,49%) | 11.669(+1,4%) |
| 2022-07-30 | 2022-07-30 | | 9.377.331(+0,54%) | 11.805(+1,2%) |
| 2022-07-31 | 2022-07-31 | | 9.407.635(+0,32%) | 11.846(+0,35%) |
| 2022-08-01 | 2022-08-01 | | 9.440.677(+0,35%) | 11.864(+0,15%) |
| 2022-08-02 | 2022-08-02 | | 9.476.145(+0,38%) | 11.961(+0,82%) |
| 2022-08-03 | 2022-08-03 | | 9.517.112(+0,43%) | 12.026(+0,54%) |
| 2022-08-04 | 2022-08-04 | | 9.554.404(+0,39%) | 12.119(+0,77%) |
| 2022-08-05 | 2022-08-05 | | 9.586.984(+0,34%) | 12.200(+0,67%) |
| 2022-08-06 | 2022-08-06 | | 9.615.463(+0,3%) | 12.289(+0,73%) |
| 2022-08-07 | 2022-08-07 | | 9.635.911(+0,21%) | 12.321(+0,26%) |
| 2022-08-08 | 2022-08-08 | | 9.658.112(+0,23%) | 12.335(+0,11%) |
| 2022-08-09 | 2022-08-09 | | 9.684.642(+0,27%) | 12.437(+0,83%) |
| 2022-08-10 | 2022-08-10 | | 9.711.971(+0,28%) | 12.568(+1,1%) |
| 2022-08-11 | 2022-08-11 | | 9.737.209(+0,26%) | 12.653(+0,68%) |
| 2022-08-12 | 2022-08-12 | | 9.760.161(+0,24%) | 12.739(+0,68%) |
| 2022-08-13 | 2022-08-13 | | 9.780.286(+0,21%) | 12.828(+0,7%) |
| 2022-08-14 | 2022-08-14 | | 9.795.953(+0,16%) | 12.859(+0,24%) |
| 2022-08-15 | 2022-08-15 | | 9.810.447(+0,15%) | 12.886(+0,21%) |
| 2022-08-16 | 2022-08-16 | | 9.830.302(+0,2%) | 12.959(+0,57%) |
| 2022-08-17 | 2022-08-17 | | 9.851.006(+0,21%) | 13.021(+0,48%) |
| 2022-08-18 | 2022-08-18 | | 9.870.724(+0,2%) | 13.156(+1%) |
| 2022-08-19 | 2022-08-19 | | 9.887.673(+0,17%) | 13.229(+0,55%) |
| 2022-08-20 | 2022-08-20 | | 9.902.772(+0,15%) | 13.320(+0,69%) |
| 2022-08-21 | 2022-08-21 | | 9.912.866(+0,1%) | 13.356(+0,27%) |
| 2022-08-22 | 2022-08-22 | | 9.924.405(+0,12%) | 13.362(+0,04%) |
| 2022-08-23 | 2022-08-23 | | 9.933.888(+0,1%) | 13.460(+0,73%) |
| 2022-08-24 | 2022-08-24 | | 9.949.239(+0,15%) | 13.506(+0,34%) |
| 2022-08-25 | 2022-08-25 | | 9.963.215(+0,14%) | 13.594(+0,65%) |
| 2022-08-26 | 2022-08-26 | | 9.976.587(+0,13%) | 13.648(+0,4%) |
| 2022-08-27 | 2022-08-27 | | 9.987.913(+0,11%) | 13.734(+0,63%) |
| 2022-08-28 | 2022-08-28 | | 9.997.168(+0,09%) | 13.749(+0,11%) |
| 2022-08-29 | 2022-08-29 | | 10.005.856(+0,09%) | 13.759(+0,07%) |
| 2022-08-30 | 2022-08-30 | | 10.017.917(+0,12%) | 13.834(+0,55%) |
| 2022-08-31 | 2022-08-31 | | 10.031.149(+0,13%) | 13.903(+0,5%) |
| 2022-09-01 | 2022-09-01 | | 10.042.859(+0,12%) | 13.957(+0,39%) |
| 2022-09-02 | 2022-09-02 | | 10.052.245(+0,09%) | 14.014(+0,41%) |
| 2022-09-03 | 2022-09-03 | | 10.060.908(+0,09%) | 14.053(+0,28%) |
| 2022-09-04 | 2022-09-04 | | 10.066.727(+0,06%) | 14.067(+0,1%) |
| 2022-09-05 | 2022-09-05 | | 10.075.747(+0,09%) | 14.077(+0,07%) |
| 2022-09-06 | 2022-09-06 | | 10.085.040(+0,09%) | 14.152(+0,53%) |
| 2022-09-07 | 2022-09-07 | | 10.094.946(+0,1%) | 14.214(+0,44%) |
| 2022-09-08 | 2022-09-08 | | 10.103.577(+0,09%) | 14.288(+0,52%) |
| 2022-09-09 | 2022-09-09 | | 10.111.728(+0,08%) | 14.421(+0,93%) |
| 2022-09-10 | 2022-09-10 | | 10.113.446(+0,02%) | 14.426(+0,03%) |
| 2022-09-11 | 2022-09-11 | | 10.114.810(+0,01%) | 14.426(=) |
| 2022-09-12 | 2022-09-12 | | 10.119.203(+0,04%) | 14.432(+0,04%) |
| 2022-09-13 | 2022-09-13 | | 10.121.004(+0,02%) | 14.457(+0,17%) |
| 2022-09-14 | 2022-09-14 | | 10.122.875(+0,02%) | 14.458(+0,01%) |
| 2022-09-15 | 2022-09-15 | | 10.128.085(+0,05%) | 14.488(+0,21%) |
| 2022-09-16 | 2022-09-16 | | 10.155.886(+0,27%) | 14.745(+1,8%) |
| 2022-09-17 | 2022-09-17 | | 10.157.316(+0,01%) | 14.749(+0,03%) |
| 2022-09-18 | 2022-09-18 | | 10.158.445(+0,01%) | 14.759(+0,07%) |
| 2022-09-19 | 2022-09-19 | | 10.158.445(=) | 14.759(=) |
| 2022-09-20 | 2022-09-20 | | 10.161.241(+0,03%) | 14.783(+0,16%) |
| 2022-09-21 | 2022-09-21 | | 10.162.809(+0,02%) | 14.787(+0,03%) |
| 2022-09-22 | 2022-09-22 | | 10.164.301(+0,01%) | 14.820(+0,22%) |
| 2022-09-23 | 2022-09-23 | | 10.191.635(+0,27%) | 14.892(+0,49%) |
| 2022-09-24 | 2022-09-24 | | 10.201.791(+0,1%) | 14.925(+0,22%) |
| 2022-09-25 | 2022-09-25 | | 10.202.907(+0,01%) | 14.927(+0,01%) |
| 2022-09-26 | 2022-09-26 | | 10.204.195(+0,01%) | 14.928(+0,01%) |
| 2022-09-27 | 2022-09-27 | | 10.205.957(+0,02%) | 14.950(+0,15%) |
| 2022-09-28 | 2022-09-28 | | 10.228.457(+0,22%) | 15.125(+1,2%) |
| 2022-09-29 | 2022-09-29 | | 10.234.015(+0,05%) | 15.168(+0,28%) |
| ⋮ | | | | |
| 2022-10-30 | 2022-10-30 | | 10.239.574(n.a.) | 15.207(n.a.) |
| 2022-10-01 | 2022-10-01 | | 10.239.653(=) | 15.221(+0,09%) |
| 2022-10-02 | 2022-10-02 | | 10.240.631(+0,01%) | 15.221(=) |
| 2022-10-03 | 2022-10-03 | | 10.241.739(+0,01%) | 15.221(=) |
| 2022-10-04 | 2022-10-04 | | 10.243.195(+0,01%) | 15.228(+0,05%) |
| 2022-10-05 | 2022-10-05 | | 10.260.867(+0,17%) | 15.297(+0,45%) |
| 2022-10-06 | 2022-10-06 | | 10.265.395(+0,04%) | 15.316(+0,12%) |
| 2022-10-07 | 2022-10-07 | | 10.274.479(+0,09%) | 15.358(+0,27%) |
| 2022-10-08 | 2022-10-08 | | 10.275.681(+0,01%) | 15.369(+0,07%) |
| 2022-10-09 | 2022-10-09 | | 10.276.500(+0,01%) | 15.369(=) |
| 2022-10-10 | 2022-10-10 | | 10.277.539(+0,01%) | 15.369(=) |
| 2022-10-11 | 2022-10-11 | | 10.278.831(+0,01%) | 15.383(+0,09%) |
| 2022-10-12 | 2022-10-12 | | 10.298.106(+0,19%) | 15.439(+0,36%) |
| 2022-10-13 | 2022-10-13 | | 10.302.591(+0,04%) | 15.454(+0,1%) |
| 2022-10-14 | 2022-10-14 | | 10.307.075(+0,04%) | 15.467(+0,08%) |
| 2022-10-15 | 2022-10-15 | | 10.309.104(+0,02%) | 15.475(+0,05%) |
| 2022-10-16 | 2022-10-16 | | 10.309.725(+0,01%) | 15.475(=) |
| 2022-10-17 | 2022-10-17 | | 10.310.525(+0,01%) | 15.475(=) |
| 2022-10-18 | 2022-10-18 | | 10.311.612(+0,01%) | 15.487(+0,08%) |
| 2022-10-19 | 2022-10-19 | | 10.323.413(+0,11%) | 15.509(+0,14%) |
| 2022-10-20 | 2022-10-20 | | 10.336.140(+0,12%) | 15.542(+0,21%) |
| 2022-10-21 | 2022-10-21 | | 10.340.802(+0,05%) | 15.553(+0,07%) |
| 2022-10-22 | 2022-10-22 | | 10.341.878(+0,01%) | 15.569(+0,1%) |
| 2022-10-23 | 2022-10-23 | | 10.342.827(+0,01%) | 15.569(=) |
| 2022-10-24 | 2022-10-24 | | 10.343.747(+0,01%) | 15.569(=) |
| 2022-10-25 | 2022-10-25 | | 10.345.256(+0,01%) | 15.580(+0,07%) |
| 2022-10-26 | 2022-10-26 | | 10.364.407(+0,19%) | 15.632(+0,33%) |
| 2022-10-27 | 2022-10-27 | | 10.369.128(+0,05%) | 15.642(+0,06%) |
| 2022-10-28 | 2022-10-28 | | 10.374.125(+0,05%) | 15.657(+0,1%) |
| 2022-10-29 | 2022-10-29 | | 10.375.475(+0,01%) | 15.660(+0,02%) |
| 2022-10-30 | 2022-10-30 | | 10.376.653(+0,01%) | 15.660(=) |
| 2022-10-31 | 2022-10-31 | | 10.377.788(+0,01%) | 15.660(=) |
| 2022-11-01 | 2022-11-01 | | 10.379.442(+0,02%) | 15.665(+0,03%) |
| 2022-11-02 | 2022-11-02 | | 10.395.490(+0,15%) | 15.707(+0,27%) |
| 2022-11-03 | 2022-11-03 | | 10.399.763(+0,04%) | 15.717(+0,06%) |
| 2022-11-04 | 2022-11-04 | | 10.415.381(+0,15%) | 15.776(+0,38%) |
| 2022-11-05 | 2022-11-05 | | 10.417.273(+0,02%) | 15.786(+0,06%) |
| 2022-11-06 | 2022-11-06 | | 10.418.986(+0,02%) | 15.786(=) |
| 2022-11-07 | 2022-11-07 | | 10.420.857(+0,02%) | 15.786(=) |
| 2022-11-08 | 2022-11-08 | | 10.423.566(+0,03%) | 15.792(+0,04%) |
| 2022-11-09 | 2022-11-09 | | 10.426.939(+0,03%) | 15.808(+0,1%) |
| 2022-11-10 | 2022-11-10 | | 10.429.996(+0,03%) | 15.817(+0,06%) |
| 2022-11-11 | 2022-11-11 | | 10.476.221(+0,44%) | 15.859(+0,27%) |
| ⋮ | | | | |
| 2022-11-18 | 2022-11-18 | | 10.552.678(n.a.) | 15.967(n.a.) |
| ⋮ | | | | |
| 2022-11-25 | 2022-11-25 | | 10.590.541(n.a.) | 16.090(n.a.) |
| ⋮ | | | | |
| 2022-12-02 | 2022-12-02 | | 10.743.934(n.a.) | 16.224(n.a.) |
| ⋮ | | | | |
| 2022-12-09 | 2022-12-09 | | 10.853.888(n.a.) | 16.441(n.a.) |
| ⋮ | | | | |
| 2022-12-16 | 2022-12-16 | | 10.966.207(n.a.) | 16.673(n.a.) |
| ⋮ | | | | |
| 2022-12-23 | 2022-12-23 | | 11.072.123(n.a.) | 16.915(n.a.) |
| ⋮ | | | | |
| 2022-12-30 | 2022-12-30 | | 11.138.757(n.a.) | 17.033(n.a.) |
| ⋮ | | | | |
| 2023-01-06 | 2023-01-06 | | 11.205.520(n.a.) | 17.304(n.a.) |
| ⋮ | | | | |
| 2023-01-13 | 2023-01-13 | | 11.247.412(n.a.) | 17.712(n.a.) |
| ⋮ | | | | |
| 2023-01-20 | 2023-01-20 | | 11.274.262(n.a.) | 18.092(n.a.) |
| ⋮ | | | | |
| 2023-01-27 | 2023-01-27 | | 11.295.446(n.a.) | 18.615(n.a.) |
| ⋮ | | | | |
| 2023-02-03 | 2023-02-03 | | 11.312.904(n.a.) | 18.828(n.a.) |
| ⋮ | | | | |
| 2023-02-10 | 2023-02-10 | | 11.330.342(n.a.) | 19.070(n.a.) |
| ⋮ | | | | |
| 2023-02-17 | 2023-02-17 | | 11.347.698(n.a.) | 19.265(n.a.) |
| ⋮ | | | | |
| 2023-02-24 | 2023-02-24 | | 11.366.361(n.a.) | 19.373(n.a.) |
| ⋮ | | | | |
| 2023-03-03 | 2023-03-03 | | 11.385.534(n.a.) | 19.459(n.a.) |
| ⋮ | | | | |
| 2023-03-10 | 2023-03-10 | | 11.255.270(-130,264) | 19.591(n.a.) |
| ⋮ | | | | |
| 2023-03-17 | 2023-03-17 | | 11.277.613(n.a.) | 19.690(n.a.) |
| ⋮ | | | | |
| 2023-03-24 | 2023-03-24 | | 11.301.219(n.a.) | 19.760(n.a.) |
| ⋮ | | | | |
| 2023-03-31 | 2023-03-31 | | 11.327.773(n.a.) | 19.856(n.a.) |
| ⋮ | | | | |
| 2023-04-07 | 2023-04-07 | | 11.352.930(n.a.) | 19.933(n.a.) |
| ⋮ | | | | |
| 2023-04-14 | 2023-04-14 | | 11.381.793(n.a.) | 20.049(n.a.) |
| ⋮ | | | | |
| 2023-04-21 | 2023-04-21 | | 11.411.267(n.a.) | 20.159(n.a.) |
| Values from 5 April from the Australian Government Department of Health, reported by 3:00pm AEST daily. Active cases from 20 July from the Australian Government Department of Health, reported by 9:00pm AEST daily. Values before 5 April from reliable sources. Cases that are no longer active (Infectious) and aren't recovered are classified as Not Infectious, as they may still suffer from the impacts of the disease (As of 25 July 2021, non-infectious cases are simply reported as recovered). | | | | |

Các trường hợp Úc được biết đến đầu tiên trong đại dịch COVID-19 đã được báo cáo vào tháng 1 năm 2020. Người Úc nằm trong số những hành khách trên tàu du lịch Diamond Princess đã bị cách ly ở Nhật Bản vào đầu tháng 2. Bất chấp những nỗ lực của chính phủ để ngăn chặn virus, nó vẫn tiếp tục lan rộng.
Tính đến hết ngày 13 tháng 4 năm 2024, Úc ghi nhận 11,853,144 trường hợp mắc COVID-19 và 24,414 trường hợp tử vong.

## Dòng thời gian

### Tháng 1

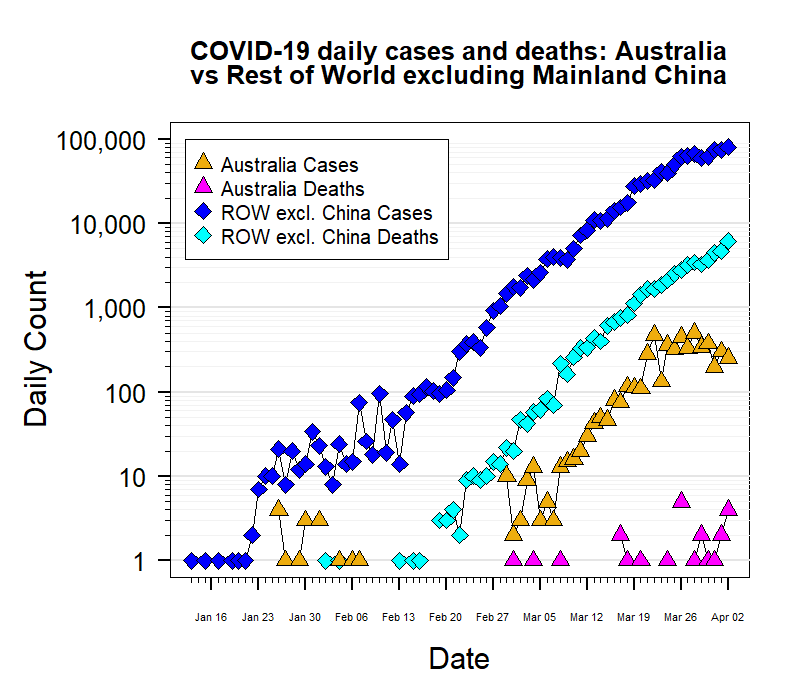
Sơ đồ bán nhật ký các trường hợp hàng ngày và tử vong do COVID-19 ở Úc và phần còn lại của thế giới (ROW) bên ngoài Trung Quốc đại lục

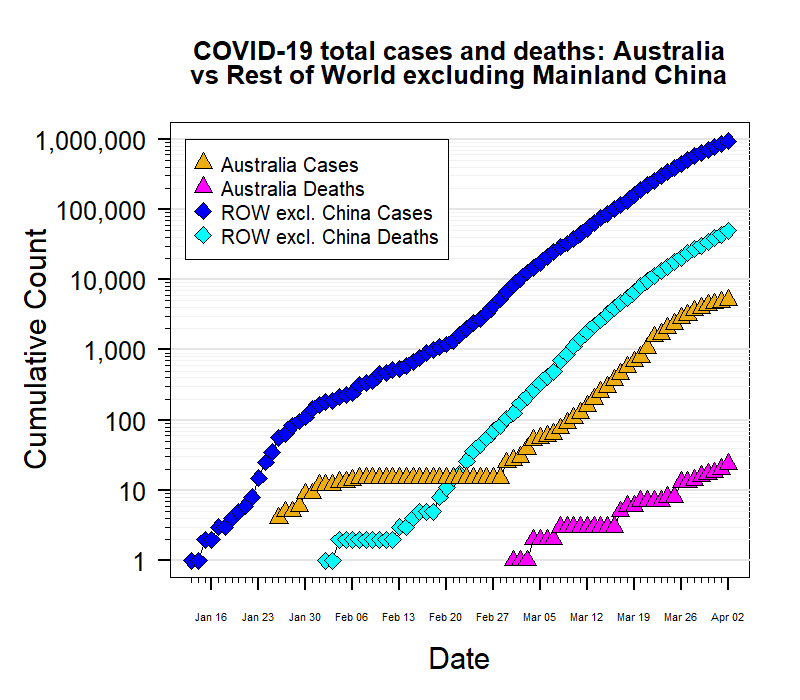
Biểu đồ bán nhật ký về tỷ lệ mắc bệnh và tử vong tích lũy do COVID-19 ở Úc và phần còn lại của thế giới (ROW) bên ngoài Trung Quốc đại lục

xxxxphải|nhỏ| Cảnh báo vào ngày 31 tháng 1 năm 2020 bên ngoài một trung tâm y tế ở Sydney do sự bùng phát của coronavirus COVID-19.]]
Các quan chức an toàn sinh học bắt đầu sàng lọc các chuyến bay trên ba chuyến bay hàng tuần đến Sydney từ Vũ Hán bắt đầu từ ngày 23 tháng 1 năm 2020. Hành khách đã được cung cấp một cuốn sách nhỏ thông tin và yêu cầu trình bày nếu họ bị sốt hoặc nghi ngờ họ có thể mắc bệnh.
Vào ngày 25 tháng 1, trường hợp được xác nhận đầu tiên đã được công bố tại Victoria, một công dân Trung Quốc ở độ tuổi 50, đã đi từ Quảng Châu của tỉnh Quảng Đông đến Melbourne qua chuyến bay CZ321 của China Southern Airlines vào ngày 19 tháng 1. Anh được điều trị tại Trung tâm y tế Monash ở Melbourne.
Sau đó cùng ngày, ba bệnh nhân đã được công bố là xét nghiệm dương tính ở New South Wales (NSW). Trong khi đó, sáu người ở New South Wales đã bị theo dõi và xác nhận sẽ trải qua thử nghiệm tại bệnh viện sau khi vừa trở về từ Vũ Hán.
Vào ngày 27 tháng 1, một trường hợp thứ năm đã được công bố, trường hợp thứ tư ở bang New South Wales. Bệnh nhân đã trải qua điều trị tại Bệnh viện Westmead ở Sydney.
Vào ngày 29 tháng 1, một cư dân Victoria 60 tuổi đã được xác nhận, người thứ hai ở Victoria. Một bệnh nhân khác đã thử nghiệm dương tính như trường hợp đầu tiên ở Queensland, một người Trung Quốc 44 tuổi đến từ Vũ Hán đã bị cô lập tại Bệnh viện Đại học Gold Coast. Họ là trường hợp thứ sáu và thứ bảy tương ứng.
Vào ngày 30 tháng 1, một công dân Trung Quốc ở Victoria đã được xác nhận là trường hợp thứ tám ở nước này. Một trường hợp thứ chín đã được xác nhận sau đó trong ngày tại Queensland, trở thành trường hợp thứ hai trong tiểu bang.
Vào ngày 31 tháng 1 năm 2020, Chính phủ Úc tuyên bố công dân nước ngoài đến từ Trung Quốc sẽ bị buộc phải dành hai tuần ở một nước thứ ba trước khi được phép vào Úc.

### Tháng 2
Vào ngày 1 tháng 2, trường hợp thứ 10 của virus đã được công bố tại Victoria.
Vào ngày 25 tháng 1, trường hợp được xác nhận đầu tiên đã được công bố tại Victoria, một công dân Trung Quốc ở độ tuổi 50, đã đi từ Quảng Châu của tỉnh Gu Shandong đến Melbourne qua chuyến bay CZ321 của China Southern Airlines vào ngày 19 tháng 1. Anh được điều trị tại Trung tâm y tế Monash ở Melbourne.
Vào ngày 4 tháng 2, một nam thanh niên Trung Quốc 8 tuổi được xác nhận là trường hợp thứ 13 ở Úc, trường hợp thứ ba ở Queensland (Qld). Anh ta ở cùng nhóm du lịch với trường hợp thứ bảy và thứ chín.
Vào ngày 5 tháng 2, một người đàn ông quốc tịch Trung Quốc 37 tuổi được xác nhận là trường hợp thứ 14 ở Úc, trường hợp thứ tư ở Queensland. Anh ta ở cùng nhóm du lịch với các trường hợp thứ bảy, thứ chín và thứ 13.
Vào ngày 6 tháng 2, một phụ nữ quốc tịch Trung Quốc 37 tuổi được xác nhận là trường hợp thứ 15 ở Úc, trường hợp thứ năm ở Queensland. Cô ở cùng nhóm du lịch với các trường hợp thứ bảy, thứ chín, thứ 13 và thứ 14.
Tính đến ngày 16 tháng 2, cả nước có tổng cộng 15 trường hợp được xác nhận. 8 trong số các trường hợp đã hồi phục.
Vào ngày 26 tháng 2, lần phát hiện COVID-19 mới duy nhất được tìm thấy ở Úc trong hai tuần trước đó là tám trường hợp hành khách Úc hồi hương từ Diamond Princess. Vào thời điểm đó, không có bằng chứng về sự lây truyền của cộng đồng ở Úc.
Vào ngày 27 tháng 2, Thủ tướng Úc tuyên bố nước này đang kích hoạt Kế hoạch ứng phó khẩn cấp của ngành y tế Úc đối với virus corona mới (COVID-19) , nói rằng sự lây lan nhanh chóng của virus ra bên ngoài Trung Quốc đã thúc đẩy chính phủ tăng cường phản ứng..
Vào ngày 28 tháng 2, một phụ nữ 63 tuổi là trường hợp được xác nhận mới nhất có COVID-19. Cô vừa trở về Úc từ Iran và bị cô lập tại Bệnh viện Đại học Gold Coast. Theo giám đốc y tế của Queensland, bác sĩ Jeanette Young, người phụ nữ đã làm mọi thứ một cách hoàn hảo. Cô ấy có sức khỏe tốt khi bay vào Úc, sau đó đến Gold Coast vào ngày 24 tháng 2. Cô chỉ bắt đầu hiển thị các triệu chứng vào ngày 27 tháng 2. Khi đó, cô đã nói chuyện với người quản lý của mình và về nhà, sau đó đến Bệnh viện Đại học Gold Coast để trải qua xét nghiệm, nơi cô bị cô lập.
Vào ngày 29 tháng 2 năm 2020, Chính phủ Úc tuyên bố công dân nước ngoài đến từ Iran sẽ bị buộc phải dành hai tuần ở một nước thứ ba trước khi được phép vào Úc.

### Tháng 3

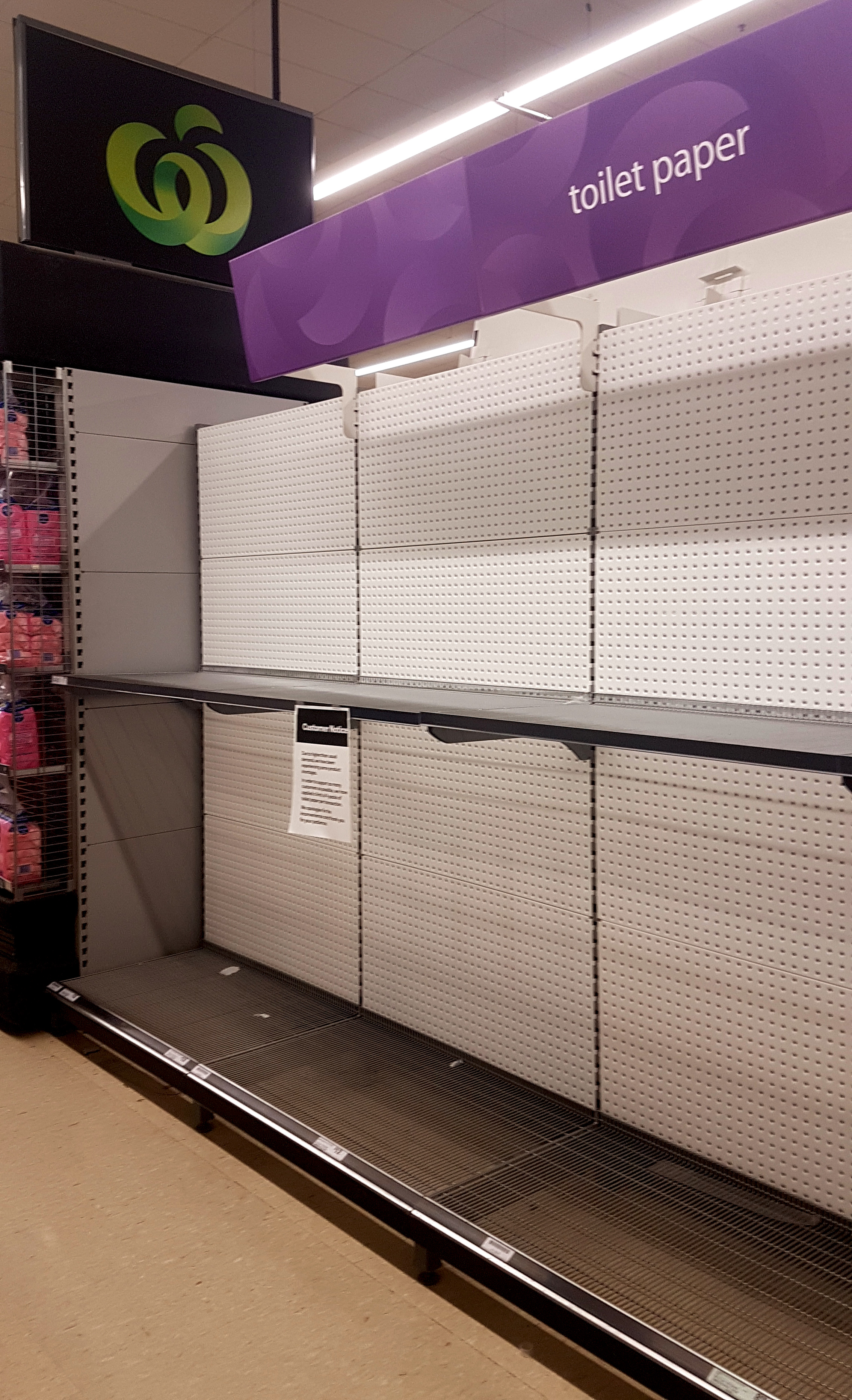
Sự bùng phát coronavirus COVID-19 dẫn đến mua giấy vệ sinh hoảng loạn, dẫn đến các kệ trống như được thấy ở đây vào ngày 4 tháng 3 năm 2020 tại vùng ngoại ô Paralowie của thành phố Adelaide.

Vào ngày 1 tháng 3 năm 2020, một người đàn ông Perth 78 tuổi, là hành khách của Diamond Princess đã trở thành người đầu tiên chết vì COVID-19 tại Úc. Ông đang được điều trị tại Bệnh viện Sir Charles Gairdner ở Nedlands, Tây Úc và qua đời trong đêm.
Cuối ngày hôm đó, Bộ Y tế NSW đã xác nhận trường hợp thứ năm của COVID-19 tại tiểu bang, trở thành trường hợp thứ 27 tại Úc. Một người đàn ông ở độ tuổi 40 vừa trở về sau chuyến đi đến Iran đang gặp phải các triệu chứng nhẹ. Một người đàn ông khác ở độ tuổi 50 ở NSW cũng đang bị điều tra về khả năng nhiễm trùng. Một phụ nữ ở độ tuổi 50 vừa trở về từ Iran đã trở thành trường hợp được xác nhận thứ sáu của COVID-19 tại NSW, trường hợp thứ 28 tại Úc. Cô đang trên một chuyến bay riêng cho người đàn ông ngoài 40 tuổi. Người đàn ông trở về từ Iran vào ngày 22 tháng 2, phát triển các triệu chứng hai ngày sau đó, đã được thử nghiệm vào ngày 28 tháng 2 và chẩn đoán của anh ta được xác nhận một ngày sau đó. Trong khi đó, người phụ nữ đã trở lại vào ngày 23 tháng 2 và được xét nghiệm vào ngày 29 tháng 2, với Bộ Y tế NSW xác nhận chẩn đoán vào ngày hôm sau, 1 tháng 3. Cô đã bay trên chuyến bay QR908 của Qatar Airlines ở ghế 43H , dự kiến sẽ hạ cánh tại Sydney vào Chủ nhật ngày 23 tháng 2 năm 2020 lúc 6:45 chiều.
Cùng ngày, một người Victoria trở về từ Tehran ở Iran đã được xác nhận là trường hợp thứ chín của tiểu bang COVID-19 và trường hợp thứ 29 ở Úc. Người phụ nữ ở độ tuổi 30 đang hồi phục trong sự cô lập tại nhà. Cô trở nên không khỏe vào ngày 27 tháng 2 trong khi trở về Melbourne từ Tehran qua Kuala Lumpur và Bali. Cô đã đi trên chuyến bay số 1717 của Malindo Air, hạ cánh tại Melbourne lúc 6:04 sáng ngày 28 tháng 2. Bộ trưởng Y tế Victoria Jenny Mikakos kêu gọi bất cứ ai trên cùng chuyến bay gọi cho đường dây trợ giúp COVID-19 của Bộ Y tế Victoria theo số 1800 675 398. Giám đốc y tế của bang, Brett Sutton, cho biết những hành khách ngồi cùng hàng hoặc hai hàng hai bên của một phụ nữ được xác nhận có COVID-19 sẽ được yêu cầu kiểm dịch.
Vào ngày 2 tháng 3, Úc đã báo cáo bốn trường hợp mới, hai trong số đó là những trường hợp lây truyền virus đầu tiên trong cộng đồng. Hai trường hợp này đã được mua trong khi ở Úc trong khi tất cả các trường hợp trước đó được nhập khẩu từ một quốc gia khác. Trường hợp thứ 30 ở nước này và trường hợp thứ sáu ở NSW, một người đàn ông trưởng thành ở độ tuổi 30, đã được chẩn đoán mắc COVID-19 sau chuyến đi gần đây từ Iran. Anh ta có các triệu chứng tương đối nhẹ sau khi đến Sydney từ Iran qua Malaysia vào ngày 29 tháng 2. Ông đã phát triển các triệu chứng và đã được thử nghiệm tại một bệnh viện địa phương. Ông đã được cách ly trong bệnh viện sau khi kết quả xét nghiệm xác nhận kết quả dương tính với COVID-19. Trường hợp thứ 31 ở nước này và trường hợp thứ bảy ở NSW, một phụ nữ 41 tuổi, là người thân của trường hợp thứ năm được xác nhận ở tiểu bang NSW, một người đàn ông vừa trở về từ Iran. Cô chờ kết quả xét nghiệm khi đang ở bệnh viện cách ly. Trường hợp thứ 32 ở nước này và trường hợp thứ tám ở NSW, một người 53 tuổi, là một nhân viên chăm sóc sức khỏe ở Western Sydney. Ông đã được kiểm tra sau khi phát triển các triệu chứng hô hấp và sau đó được điều trị tại Bệnh viện Westmead. Anh ấy đã không đi du lịch đến bất kỳ nước nào có nguy cơ cao trong những tuần gần đây. Ông đã không được điều trị bệnh nhân tại Bệnh viện Westmead, như một số phương tiện truyền thông đưa tin không chính xác. Bộ trưởng Y tế của bang Brad Brad Hazzard cho biết các cơ quan y tế đang theo dõi các liên hệ tiếp theo về các trường hợp mới được xác nhận này theo Hướng dẫn Quốc gia. Trường hợp thứ 33 được xác nhận tại Úc và người đầu tiên ở Tasmania là một người đàn ông 40 tuổi, vừa trở về từ Iran. Anh ta đang đi trên chuyến bay VA-1368 rời Melbourne lúc 1:10 chiều và hạ cánh tại Launceston lúc 2:15 chiều ngày 29 tháng 2. Ông hiện đang được điều trị tại Bệnh viện Đa khoa Launceston nhưng các nhà chức trách nói rằng nguy cơ lây truyền là thấp.
Vào ngày 3 tháng 3, một sinh viên quốc tế sống ở Brisbane được xác nhận là người thứ mười ở Qld bị nhiễm COVID-19 và trường hợp thứ 34 tại Úc. Người đàn ông đã tới Dubai ít nhất 14 ngày trước khi vào Úc, qua Brisbane vào ngày 23 tháng 2. Anh ta trở nên không khỏe vào ngày 25 tháng 2. Người đàn ông 20 tuổi đến từ Trung Quốc đã ở trong tình trạng ổn định trong tình trạng bị cô lập tại Bệnh viện Hoàng gia và Bệnh viện Phụ nữ.
Cuối ngày hôm đó, Bộ Y tế NSW đã xác nhận thêm sáu trường hợp ở tiểu bang, đó là trường hợp thứ 35 đến 40 trong cả nước. Họ bao gồm một người đàn ông 39 tuổi, đã trở về từ Iran qua Singapore và Malaysia, một người đàn ông 53 tuổi đã trở về từ Singapore vào ngày 28 tháng 2, một phụ nữ ở độ tuổi 60 trở về từ Hàn Quốc, một phụ nữ ở độ tuổi 60 trở về từ Nhật Bản, một người đàn ông ngoài 30 tuổi trở về từ Iran vào ngày 1 tháng 3 qua chuyến bay OD171 của Malindo Air và một nhân viên chăm sóc người già 51 tuổi tại nhà dưỡng lão Dorothy Henderson Lodge ở Macquarie Park do BaptistCare điều hành. Những trường hợp này lần lượt là các trường hợp được xác nhận thứ 10 đến 15 ở NSW.
Cùng ngày, Ngân hàng Dự trữ Úc đã trở thành ngân hàng trung ương đầu tiên cắt giảm lãi suất để đối phó với dịch bệnh. Lãi suất chính thức đã giảm 0,25% xuống 0,5%.
Vào ngày 4 tháng 3, Bộ Y tế NSW đã công bố một trường hợp được xác nhận khác, nâng tổng số trường hợp được xác nhận của tiểu bang lên 16 và tổng số quốc gia là 41. Người đàn ông 82 tuổi này là cư dân tại Dorothy Henderson Lodge. Không có lịch sử du lịch gần đây trong trường hợp này. QLD Health cũng đã ghi nhận trường hợp thứ 11 được xác nhận và trường hợp thứ 42 tại nước này, một nam thanh niên 26 tuổi đến từ Logan. Anh đến từ Iran vào ngày 26 tháng 2 và đã không khỏe trước khi đi du lịch. Ông đã trình bày cho Bệnh viện Princess Alexandra vào ngày 2 tháng 3, nơi ông bị cách ly.
Cùng ngày, NSW đã công bố sáu trường hợp nhiễm virut mới. Trường hợp thứ 17 ở NSW và trường hợp thứ 43 ở nước này là một nữ cư dân 95 tuổi tại Dorothy Henderson Lodge, người đã chết một ngày trước đó. Cô không có lịch sử du lịch gần đây. Trường hợp thứ 18 ở NSW và trường hợp thứ 44 ở nước này là một nữ cư dân 78 tuổi tại Dorothy Henderson Lodge, người không có lịch sử du lịch gần đây. Trường hợp thứ 19 ở NSW và trường hợp thứ 45 ở nước này là một nữ bác sĩ 27 tuổi, làm việc tại Bệnh viện Liverpool không có tiền sử du lịch gần đây. Trường hợp thứ 20 ở NSW và trường hợp thứ 46 ở nước này là một phụ nữ 36 tuổi ở Bãi biển phía Bắc, người gần đây đã đi du lịch từ Iran. Trường hợp thứ 21 ở NSW và trường hợp thứ 47 ở nước này là một người đàn ông 53 tuổi đến từ Cronulla, người gần đây đã đi du lịch từ Ý. Trường hợp thứ 22 ở NSW và trường hợp thứ 48 ở nước này là một phụ nữ 60 tuổi, vừa trở về từ Phillipines.
Sau đó cùng ngày, một trường hợp thứ 10 đã được báo cáo tại Vic, là trường hợp thứ 49 trong cả nước. Một người đàn ông ở độ tuổi 30 đã đến Melbourne từ Iran vào ngày 26 tháng 2 và không có triệu chứng nào cho đến ngày 1 tháng 3. Tại SA, hai trường hợp mới đã được xác nhận, là trường hợp thứ 4 và thứ 5 trong tiểu bang. Một phụ nữ 40 tuổi đã đi từ Iran qua Kuala Lumpur vào ngày 1 tháng 3 trên chuyến bay MH139 của Malaysia Airlines và một phụ nữ 24 tuổi gần đây đã đi qua châu Âu bao gồm cả Ý. Các trường hợp lần lượt trở thành trường hợp thứ 50 và 51 trong cả nước.
Vào ngày 5 tháng 3, hai trường hợp lông thú đã được công bố tại Nam Úc. Trường hợp thứ 6 ở SA và trường hợp thứ 52 ở nước này là một bé trai 8 tháng tuổi. Mẹ anh là trường hợp thứ 4 được xác nhận của SA. Họ đã cùng nhau đi du lịch từ Iran. Trường hợp thứ 7 ở SA và trường hợp thứ 53 ở nước này là một người đàn ông 58 tuổi, được xác định là Brett Dean. Dean là một nhà soạn nhạc và gần đây đã đi du lịch từ Đài Loan. WA cũng ghi nhận trường hợp thứ ba, trở thành trường hợp thứ 54 trong cả nước. Một phụ nữ ở độ tuổi 30 gần đây đã đi từ Iceland và Vương quốc Anh qua Dubai, đến vào ngày 3 tháng 3 và trở nên có triệu chứng vào ngày hôm sau. Cô đã ổn định và hồi phục trong sự tự cô lập ở nhà.
Cũng trong ngày hôm đó, Bộ Y tế NSW đã công bố thêm ba trường hợp nữa, nâng tổng số trường hợp lên tới 25 trường hợp và tổng số quốc gia là 57 trường hợp. Họ bao gồm một bệnh nhân 94 tuổi tại Dorothy Henderson Lodge không có tiền sử du lịch gần đây, một người đàn ông 52 tuổi là cư dân Goulburn đã đi du lịch đến Darwin và được kiểm tra sau khi phát hiện ra anh ta có liên hệ mật thiết với một trường hợp được xác nhận trước đó, và một nam sinh 16 tuổi, học sinh lớp 11 tại trường trung học Epping Boys ở phía bắc Sydney.
Cuối ngày hôm đó, Qld đã ghi lại trường hợp thứ 12 và 13 của mình trong tiểu bang. "Một người đàn ông 81 tuổi, vừa trở về từ Thái Lan đã trở thành trường hợp COVID-19 được xác nhận lần thứ 12 và anh ta vẫn ở trong tình trạng ổn định tại Bệnh viện Đại học Sunshine Coast hôm thứ Năm. Một người phụ nữ 29 tuổi đến từ Brisbane, người gần đây đã đi từ London đến Brisbane với một điểm dừng chân ngắn ở Singapore, được xác định là trường hợp số 13. Bây giờ cô ấy đã khỏe mạnh và cô lập. "  Những trường hợp này lần lượt trở thành trường hợp thứ 58 và 59 trong cả nước.
Vào ngày 6 tháng 3, trường trung học Epping Boys đã bị đóng cửa trong một ngày, theo lời khuyên của Bộ Y tế NSW, trong nỗ lực truy tìm danh bạ và chứa virus. Bộ Y tế NSW cũng xác nhận ba trường hợp mới nâng tổng số lên 28 trong tiểu bang. Các trường hợp thứ 26 và 27 là một phụ nữ 24 tuổi và một nam 21 tuổi, cả hai đều là nhân viên tại Dorothy Henderson Lodge không có lịch sử du lịch gần đây. Trường hợp thứ 28 là một phụ nữ 18 tuổi, người có liên hệ chặt chẽ với một trường hợp khác được xác nhận gần đây ở Western Sydney. Những trường hợp này lần lượt trở thành trường hợp thứ 60, 61 và 62 trong cả nước. Qld cũng ghi nhận trường hợp thứ 14 tại bang này và thứ 63 ở nước này, một nam thanh niên 28 tuổi mới đi du lịch từ Iran và được đưa đến Bệnh viện Pricess Alexandra.
Vào ngày 7 tháng 3, Bộ trưởng Y tế Victoria Jenny Mikakos đã xác nhận trong một cuộc họp báo rằng một bác sĩ ở Victoria đã thử nghiệm dương tính với COVID-19, trở thành trường hợp thứ 11 tại tiểu bang. Bác sĩ ở tuổi 70 đã trở về Úc từ Hoa Kỳ vào ngày 29 tháng 2. Từ ngày 2 tháng 3 đến ngày 6 tháng 3, bác sĩ đã tư vấn cho khoảng 70 bệnh nhân tại Phòng khám Toorak ở Melbourne và hai bệnh nhân tại một cơ sở chăm sóc người già. Phòng khám đã đóng cửa vào cuối tuần và bệnh nhân được liên lạc để tự cách ly. Các quan chức y tế đã tìm cách thông báo cho hành khách trên các chuyến bay của bác sĩ. Bác sĩ tin rằng anh ta chỉ bị cảm lạnh nhẹ và đủ sức khỏe để trở lại làm việc, đánh trả lại bộ trưởng vì những bình luận của cô. Ông là trường hợp thứ 64 trong cả nước.
Cùng ngày, Bộ Y tế NSW đã xác nhận thêm sáu trường hợp, đưa tổng số lên 34 ở bang này và 70 ở cả nước. Các vụ án liên quan đến một người đàn ông ở độ tuổi 20, một người đàn ông ở độ tuổi 40, một người đàn ông ở độ tuổi 50 và hai người phụ nữ ở độ tuổi 40, tất cả đều là thành viên gia đình hoặc liên hệ chặt chẽ với một trường hợp được xác nhận trước đó và một người đàn ông ở độ tuổi 70 đã đi du lịch từ Ý qua Doha vào ngày 1 tháng 3. Phòng y tế công cộng của Tasmania cũng ghi nhận trường hợp thứ hai tại bang này, trường hợp thứ 71 ở nước này. Một nam cư dân Hobart ở độ tuổi 20 trở về từ Nepal qua Singapore vào ngày 26 tháng 2 và trải qua các triệu chứng giống như cảm lạnh vào ngày hôm sau. Vào ngày 6 tháng 3, anh ta được chính quyền yêu cầu tự cách ly trong khi chờ kết quả xét nghiệm. Ông đã bỏ qua lời khuyên này và tham dự ca làm việc bình thường của mình vào ngày 7 tháng 3 tại Khách sạn Grand Chancellor. Ngay sau đó, kết quả của ông đã trở lại dương tính với virus.
Cuối ngày hôm đó, Bộ Y tế NSW đã công bố thêm hai trường hợp, trường hợp thứ 35 và 36 trong tiểu bang. Một người đàn ông ở độ tuổi 60, người gần đây đã đi từ Ý và một người đàn ông ở độ tuổi 40, người gần đây đã đi từ Sydney đến Canberra và trở về. Sau đó là một liên hệ chặt chẽ của một trường hợp được xác nhận trước đó. Những trường hợp này đã trở thành trường hợp thứ 72 và 73 trong cả nước.
Vào ngày 8 tháng 3, một người đàn ông 82 tuổi, là trường hợp được xác nhận thứ 16 của NSW, đã chết. Ông là cái chết thứ hai tại cơ sở chăm sóc người già Dorothy Henderson Lodge và là cái chết thứ ba trong cả nước từ COVID-19. Bộ Y tế NSW xác nhận thêm hai trường hợp, nâng tổng số bang lên 38 và tổng số quốc gia lên 75. Trường hợp thứ 37 là một nữ nhân viên chăm sóc sức khỏe ở độ tuổi 30 tại Bệnh viện Ryde và là người liên hệ với một trường hợp được xác nhận trước đó tại Dorothy Henderson Lodge. Trường hợp thứ 38 là một phụ nữ ở độ tuổi 50, người đã liên lạc với một trường hợp được xác nhận trước đó. Hai thành viên của Lực lượng Quốc phòng Úc (ADF) cũng được báo cáo đã ký hợp đồng COVID-19. "Nam sĩ quan, ở độ tuổi 40, đã đi trên chuyến bay 6:45 sáng QF1509 từ Sydney đến Canberra để tham dự một cuộc họp tại Trụ sở Quốc phòng ở Russell. Sau đó, anh ấy đi trên chuyến bay VA651 từ Canberra đến Sydney lúc 2:35 chiều. "  Trước đây, ông đã được công bố là một trường hợp được xác nhận tại NSW vào ngày 7 tháng 3 bởi Bộ Y tế NSW và không phải là trường hợp mới đối với cả bang NSW hoặc Lãnh thổ Thủ đô Úc (ACT). Ông cũng là "một liên hệ gần gũi được biết đến của một trường hợp được xác nhận trước đó."  Trong khi anh ta đi du lịch tới Canberra trong một cuộc họp vào ngày 28 tháng 2, Giám đốc Y tế của ACT đã tuyên bố trường hợp kia là không liên quan. Trường hợp này cũng không được xác nhận là trường hợp mới hoặc là trường hợp trong ACT. ADF đã làm việc với các cơ quan của ACT và NSW Health để điều tra hai trường hợp và sự sắp xếp chuyến đi của họ.
Cuối ngày hôm đó, một phụ nữ 38 tuổi trở thành trường hợp thứ 15 được xác nhận tại Qld. Cô gần đây đã đi từ London qua Dubai và bị cô lập tại Bệnh viện Đại học Sunshine Coast. Cô là trường hợp thứ 76 của đất nước. Victoria cũng ghi nhận trường hợp thứ 12 của mình, trường hợp thứ 77 ở nước này. Một phụ nữ từ Indonesia ở độ tuổi 50 đã bay từ Jakarta đến Perth vào ngày 27 tháng 2 và trở nên có triệu chứng vào ngày 29 tháng 2. Sau đó, cô bay từ Perth đến Melbourne vào ngày 2 tháng 3 trên chuyến bay VA682 của Virgin Airlines. Cô đã hồi phục trong sự cô lập tại nhà, được chăm sóc bởi các thành viên trong gia đình. WA cũng đã công bố trường hợp thứ tư của mình, trường hợp thứ 78 trong cả nước. Một phụ nữ ở độ tuổi 70 đã đi từ Cuba đến Perth qua London vào ngày 6 tháng 3. Cô phát triển các triệu chứng vào ngày 7 tháng 3, được thử nghiệm tại nhà, sau đó tham dự một sự kiện Dàn nhạc Giao hưởng Tây Úc, mặc dù được yêu cầu tự cách ly trong khi chờ kết quả.
Vào ngày 9 tháng 3, tám trường hợp nữa đã được xác nhận ở NSW, nâng tổng số lên 46 ở bang này và 86 ở nước này. Trường hợp thứ 39 ở NSW là một người đàn ông ở độ tuổi 70 không có lịch sử du lịch gần đây. Anh ta đã trình diện cho Khoa Cấp cứu của St Vincent vào ngày 6 tháng 3, đã được thử nghiệm và vào ngày 7 tháng 3, anh ta đã trả lại kết quả dương tính. Bệnh viện đã cố gắng liên lạc với bất kỳ bệnh nhân nào có thể đã tiếp xúc với anh ta. Trường hợp thứ 40 ở NSW là một người đàn ông ở độ tuổi 40 với lịch sử du lịch gần đây. Các trường hợp thứ 41 và 42 ở NSW là một học sinh Lớp 10 nam và nữ tại trường St Patrick's Marist College ở phía tây bắc Sydney. Trường thông báo sẽ đóng cửa vào ngày hôm sau. Trường hợp thứ 43 ở NSW là một học sinh Lớp 7 tại Trường trung học nữ Willoughby. Các trường hợp thứ 44 và 45 ở NSW là hai nam giới ở độ tuổi 50 dường như có mối liên hệ với các trường hợp được xác nhận trước đó. Trường hợp thứ 46 ở NSW là mẹ của học sinh lớp 7. Những trường hợp này lần lượt là các trường hợp thứ 79, 80, 81, 82, 83, 84, 85 và 86 trong cả nước.
Cùng ngày, Victoria đã công bố thêm ba trường hợp, nâng tổng số bang lên 15 và tổng số quốc gia là 89. Trường hợp thứ 13 trong tiểu bang là một nam giới ở độ tuổi 50, trên cùng chuyến bay từ Hoa Kỳ như một trường hợp được xác nhận trước đó, bác sĩ đa khoa của Toorak Clinic. Trường hợp thứ 14 ở tiểu bang là một phụ nữ ở độ tuổi 20 trở về từ Colorado ở Hoa Kỳ trên QF94 từ Los Angeles vào ngày 6 tháng 3. Trường hợp thứ 15 trong tiểu bang là một phụ nữ ở độ tuổi 50, trở về từ Tehran trên chuyến bay MH0149 vào ngày 6 tháng 3. Những trường hợp này lần lượt là các trường hợp thứ 87, 88 và 89 trong cả nước. WA cũng xác nhận các trường hợp thứ 5 và 6, các trường hợp thứ 90 và 91 trong cả nước, tương ứng. Người đầu tiên là một phụ nữ ở độ tuổi 60, người được cho là nhiễm virus từ chồng. Gần đây anh đã trở về từ Iran mặc dù anh chưa được xác nhận là có kết quả xét nghiệm dương tính vào thời điểm đó. Người thứ hai là một người đàn ông ở độ tuổi 40 , anh ta nhiễm virus từ mẹ, người đã trở về từ Jakarta. Người mẹ đã dành 6 ngày ở Perth, sau đó đi du lịch đến Melbourne.
Vào ngày 10 tháng 3, NSW đã công bố thêm tám trường hợp nữa, tuy nhiên một trong những trường hợp này là người gốc Victoria, một người đàn ông ở độ tuổi 20 đã trở về từ Hồng Kông. Trường hợp này đang được tính là một trường hợp của tiểu bang NSW trên trang web của Bộ Y tế NSW, nhưng đang được coi là một trường hợp Victoria trên trang web của Bộ Y tế Úc. Các vụ án liên quan đến một phụ nữ ở độ tuổi 20, người được biết đến từ một trường hợp trước đó từ Bệnh viện Ryde, một phụ nữ ở độ tuổi 40 đã trở về từ Hàn Quốc, một người đàn ông Victoria đã nói ở tuổi 20, đã trở về từ Hồng Kông, một phụ nữ ở Những năm 80 của cô, người được chuyển từ Dorothy Henderson Lodge đến Bệnh viện Ryde, một phụ nữ ở độ tuổi 40, có liên quan đến một cư dân quá cố của Dorothy Henderson Lodge, một phụ nữ ở độ tuổi 30, một người đàn ông ở độ tuổi 70 và một phụ nữ ở độ tuổi 40. Điều này đã mang lại tổng số vụ lên tới 16 trường hợp ở Victoria, 54 trường hợp ở NSW và 100 trường hợp ở nước này.
Cùng ngày, hiệu trưởng của Carey Baptist Grammar đã xác nhận rằng một trong những giáo viên tại cơ sở Kew của họ đã bị nhiễm virus. Giáo viên này, một phụ nữ ở độ tuổi 50, được xác nhận là đối tác của một cá nhân trên cùng chuyến bay từ Hoa Kỳ mà bác sĩ GP của Toorak Clinic đang ở. Do đó, quyết định đã được đưa ra để đóng cửa trường học cho đến ngày 15 tháng 3, một email bị rò rỉ cho nhân viên tiết lộ. Đây là trường hợp được xác nhận thứ 17 ở Victoria và thứ 101 trong cả nước.

## Các biện pháp phòng ngừa

### Victoria
Tại một cuộc họp báo vào ngày 10 tháng 3, Thủ tướng Victoria Daniel Andrew đã cảnh báo người dân Victoria mong đợi "các biện pháp cực đoan" trong bối cảnh chính phủ liên bang cập nhật lời khuyên du lịch của họ cho Ý. Chúng có thể bao gồm việc hủy bỏ các sự kiện thể thao lớn, đòi hỏi toàn bộ các thành phần kinh tế phải làm việc tại nhà và kêu gọi các chuyên gia y tế nghỉ hưu gần đây trở lại làm việc.

## Tổng số trường hợp
Tính đến ngày 9 tháng 3 năm 2020 5:00 chiều AEDT, đã có 91 trường hợp được xác nhận nhiễm virus corona (COVID-19) tại Úc: 47 ở New South Wales (bao gồm một người đi đến Darwin qua Sydney), 15 ở Queensland (bao gồm 3 từ Diamond Công chúa), 15 ở Victoria (bao gồm 3 từ Công chúa kim cương), 7 ở Nam Úc (bao gồm 1 từ Diamond Princess), 5 ở Tây Úc (bao gồm 2 từ Diamond Princess), 2 ở Tasmania và 0 ở Lãnh thổ phía Bắc. 22 trong số các trường hợp đã được báo cáo đã phục hồi. 10 trường hợp được liên kết với chuyến bay hồi hương của Diamond Princess từ Nhật Bản. 3 người đã chết. Các trường hợp còn lại là trong một điều kiện ổn định.
Số lượng các trường hợp trong các bảng dưới đây đề cập đến số vào cuối mỗi ngày (11:59 tối).
|           | Confirmed | Recovered | Deaths | Existing |
| --------- | --------- | --------- | ------ | -------- |
| 25/1/2020 | 4         | 0         | 0      | 4        |
| 27/1/2020 | 5         | 0         | 0      | 5        |
| 29/1/2020 | 7         | 0         | 0      | 7        |
| 30/1/2020 | 9         | 0         | 0      | 9        |
| 1/2/2020  | 10        |           | 0      |          |
| 2/2/2020  | 12        |           | 0      |          |
| 8/2/2020  | 15        | 5         | 0      | 10       |
| 12/2/2020 | 15        | 5         | 0      | 10       |
| 13/2/2020 | 15        | 6         | 0      | 9        |
| 16/2/2020 | 15        | 8         | 0      | 7        |
| 17/2/2020 | 15        | 8         | 0      | 7        |
| 18/2/2020 | 15        | 8         | 0      | 7        |
| 19/2/2020 | 15        | 10        | 0      | 5        |
| 20/2/2020 | 17        | 10        | 0      | 7        |
| 21/2/2020 | 21        | 10        | 0      | 11       |
| 22/2/2020 | 22        | 10        | 0      | 10       |
| 23/2/2020 | 22        | 10        | 0      | 12       |
| 24/2/2020 | 22        | 15        | 0      | 7        |
| 25/2/2020 | 23        | 15        | 0      | 8        |
| 26/2/2020 | 23        | 15        | 0      | 8        |
| 27/2/2020 | 23        | 15        | 0      | 8        |
| 28/2/2020 | 25        | 15        | 0      | 10       |
| 29/2/2020 | 26        | 15        | 0      | 11       |
| 1/3/2020  | 29        | 15        | 1      | 14       |
| 2/3/2020  | 33        | 21        | 1      | 11       |
| 3/3/2020  | 41        | 21        | 1      | 19       |
| 4/3/2020  | 52        | 21        | 2      | 29       |
| 5/3/2020  | 57        | 21        | 2      | 34       |
| 6/3/2020  | 63        | 22        | 2      | 39       |
| 7/3/2020  | 73        | 22        | 2      | 49       |
| 8/3/2020  | 80        | 22        | 3      | 55       |
| 9/3/2020  | 91        | 22        | 3      | 66       |

|           | NSW | Qld | Vic | SA | WA | Tắc | HÀNH ĐỘNG | NT | Tổng |
| --------- | --- | --- | --- | -- | -- | --- | --------- | -- | ---- |
| 4/3/2020  | 22  | 11  | 10  | 5  | 2  | 1   | 0         | 1  | 52   |
| 5/3/2020  | 22  | 13  | 10  | 7  | 3  | 1   | 0         | 1  | 57   |
| 6/3/2020  | 28  | 14  | 10  | 7  | 3  | 1   | 0         | 0  | 63   |
| 7/3/2020  | 36  | 14  | 11  | 7  | 3  | 2   | 0         | 0  | 73   |
| 8/3/2020  | 40  | 15  | 12  | 7  | 4  | 2   | 0         | 0  | 80   |
| 9/3/2020  | 47  | 15  | 15  | 7  | 5  | 2   | 0         | 0  | 91   |
| 10/3/2020 | 54  | 15  | 17  | 7  | 6  | 2   | 0         | 0  | 101  |